# バース・デイ
『バース・デイ』は、TBS系列放送局にて放送されているドキュメンタリー番組である。

## 概要
2005年4月より放送開始。初回から2023年9月迄の18年間、初代ナレーター・司会は、前身番組の『ZONE』より引き続がれた東山紀之であった。
新聞のテレビ欄には、「バースD」と表記されている。

## コンセプト
『ZONE』とほぼ同じ構成であり、アスリートの特集が大半を占めるが、アスリート以外の業種の人物にもスポットをあてたドキュメンタリー番組となっている。
コンセプトは『過去の自分を突き破り、未知なる自分が産声をあげた時、人生という名のカレンダーに新しい誕生日が刻まれる。』であり、番組名の由来でもある。
「バース・デイ」とは、番組内では「誕生日」ではなく、「人生に刻まれた、忘れられない大切な一日」と番組では呼んでいる。

## 出演者

### 現在
- 鈴木賢（ナレーター）

2023年9月23日から2023年12月23日放送分まではナレーター名は番組でも紹介されてなかったが、2024年1月6日放送分からは番組冒頭で名前のテロップが出るようになった。2024年4月の改編からは別のナレーターも加入され常時の出演では無くなった。
- 成瀬朱（ナレーター）[4]

2024年4月の改編から参加。不定期での出演。

### 過去
- 東山紀之（少年隊）

肩書き
- セレブレーター（2005年4月 - 2020年12月）
- ナビゲーター（2021年1月 - 2023年9月）

## ネット局と放送時間
※元々は原則関東ローカルでの放送だが、一部系列局にネットしていた。2024年4月に日曜未明へ枠移動してからは、当該時間帯の前番組『TBSスター育成プロジェクト 私が女優になる日_』から引き続いての形で同時ネットを始めた系列局がある一方、本番組を同時ネットせずに当該時間帯を自主編成に切り替えた局もある。
その後、2025年4月に土曜未明に再度枠移動してからは一部地域で遅れネットから同時ネットに移行した一方、以前の枠のまま遅れネットに移行した系列局もある。
| 放送対象地域   | 放送局                    | 系列    | 放送時間（JST）              | ネット状況 | 備考・脚注 |
| -------------- | ------------------------- | ------- | ---------------------------- | ---------- | ---------- |
| 関東広域圏     | TBSテレビ                 | TBS系列 | 土曜 1:23 - 1:53（金曜深夜） | 【制作局】 | 【制作局】 |
| 北海道         | 北海道放送（HBC）         | TBS系列 | 土曜 1:23 - 1:53（金曜深夜） | 同時ネット | [ 注 2 ]   |
| 青森県         | 青森テレビ（ATV）         | TBS系列 | 土曜 1:23 - 1:53（金曜深夜） | 同時ネット | [ 注 3 ]   |
| 岩手県         | IBC岩手放送               | TBS系列 | 土曜 1:23 - 1:53（金曜深夜） | 同時ネット | [ 注 4 ]   |
| 山梨県         | テレビ山梨（UTY）         | TBS系列 | 土曜 1:23 - 1:53（金曜深夜） | 同時ネット | [ 注 5 ]   |
| 新潟県         | 新潟放送（BSN）           | TBS系列 | 土曜 1:23 - 1:53（金曜深夜） | 同時ネット | [ 注 6 ]   |
| 富山県         | チューリップテレビ（TUT） | TBS系列 | 土曜 1:23 - 1:53（金曜深夜） | 同時ネット | [ 注 7 ]   |
| 岡山県・香川県 | RSK山陽放送               | TBS系列 | 土曜 1:23 - 1:53（金曜深夜） | 同時ネット | [ 注 8 ]   |
| 愛媛県         | あいテレビ（itv）         | TBS系列 | 土曜 1:23 - 1:53（金曜深夜） | 同時ネット | [ 注 9 ]   |
| 石川県         | 北陸放送（MRO）           | TBS系列 | 日曜 0:28 - 0:58（土曜深夜） | 遅れネット | [ 注 10 ]  |
| 鳥取県・島根県 | 山陰放送（BSS）           | TBS系列 | 日曜 0:28 - 0:58（土曜深夜） | 遅れネット | [ 注 11 ]  |
| 山口県         | テレビ山口（tys）         | TBS系列 | 日曜 0:28 - 0:58（土曜深夜） | 遅れネット | [ 注 12 ]  |

### ネット配信
- DAZN（定額制動画配信サービス）2021年4月26日：毎週月曜日に配信。配信内容はTBSテレビの番組スケジュールと異なる場合あり。配信から1年間アーカイブ視聴にも対応[5]。

### 過去のネット局
※定期放送終了後も、不定期（主に編成調整時の穴埋めや放送エリア内にゆかりのある人物を扱う回）で放送される場合がある。
| 放送対象地域 | 放送局                | 系列    | 放送時間（JST）                                          | 放送期間                        | 備考・脚注                 |
| ------------ | --------------------- | ------- | -------------------------------------------------------- | ------------------------------- | -------------------------- |
| 宮城県       | 東北放送（TBC）       | TBS系列 | 金曜 0:59 - 1:29（木曜深夜）                             | 2005年4月6日 - 2009年3月20日    | 2011年3月から不定期放送。  |
| 山形県       | テレビユー山形（TUY） | TBS系列 | 火曜 0:29 - 0:59（月曜深夜）                             | 2008年4月22日 - 2009年9月22日   | [ 注 15 ]                  |
| 福島県       | テレビユー福島（TUF） | TBS系列 | 土曜 17:00 - 17:30                                       | 2010年6月5日 - 2011年4月9日     | 2011年11月より不定期放送。 |
| 静岡県       | 静岡放送（SBS）       | TBS系列 | 金曜 1:39 - 2:09）（木曜深夜）                           | 2005年4月6日 - 2009年3月20日    | 2010年3月から不定期放送。  |
| 中京広域圏   | CBCテレビ             | TBS系列 | 火曜 0:34 - 1:04（月曜深夜）                             | 不明 - 2010年3月22日            | [ 注 20 ]                  |
| 近畿広域圏   | 毎日放送（MBS）       | TBS系列 | 土曜 1:10 - 1:40（金曜深夜） （2008年10月は0:25 - 0:55） | 2007年10月13日 - 2008年10月11日 | 2009年9月から不定期放送。  |
| 広島県       | 中国放送（RCC）       | TBS系列 | 月曜 0:50 - 1:20（日曜深夜）                             | 2012年4月9日 - 2013年3月25日    | [ 注 23 ]                  |
| 大分県       | 大分放送（OBS）       | TBS系列 | 土曜 17:00 - 17:30                                       | 2015年4月17日 - 2016年2月27日   | 2016年2月まで同時ネット。  |
| 宮崎県       | 宮崎放送（MRT）       | TBS系列 | 土曜 16:00 - 16:30                                       |                                 | [ 注 25 ]                  |
| 鹿児島県     | 南日本放送（MBC）     | TBS系列 | 水曜 0:50 - 1:20（火曜深夜）                             | 2008年4月9日 - 2010年3月25日    |                            |
| 沖縄県       | 琉球放送（RBC）       | TBS系列 | 日曜 6:15 - 6:45                                         |                                 | [ 注 28 ]                  |

単発・不定期放送
- RKB毎日放送 2007年10月9日 -
- 信越放送（SBC） 2008年8月23日 -
- 熊本放送（RKK） 2013年5月8日
- 長崎放送（NBC） 2014年2月16日 -
- 四国放送（JRT） 2019年7月27日 - ※系列局外ネット
- 秋田テレビ（AKT）  2019年12月28日 - ※系列局外ネット

## 放送リスト
2005年/2006年/2007年/2008年/2009年/2010年/2011年/2012年/2013年/2014年/2015年/2016年/2017年/2018年/2019年/2020年/2021年/2022年/2023年/2024年/2025年
放送日はTBSテレビ基準
| 回 | 放送日   | 内容                                                   | 備考 |
| -- | -------- | ------------------------------------------------------ | ---- |
| 1  | 04月05日 | “脇役を極めたい”歌舞伎俳優の卵密着                     |      |
| 2  | 04月13日 | 中田浩二 フランス密着 苦悩の1128日                     |      |
| 3  | 04月20日 | 日本代表 中田浩二 仏移籍の真実1128日                   |      |
| 4  | 04月27日 | 怪物ディープインパクト 衝撃 皐月賞完全密着             |      |
| 5  | 05月04日 | 密着! お笑い芸人養成所「NSC」                          |      |
| 6  | 05月11日 | 中日 サイレントKに密着                                 |      |
| 7  | 05月18日 | 驚愕 小学生ジャズバンド 涙の卒業公演                   |      |
| 8  | 05月25日 | 小学生“スイングガールズ”涙の卒業公演                   |      |
| 9  | 06月01日 | ディープインパクト第2章 日本ダービー完全密着           |      |
| 10 | 06月08日 | 中村俊輔 W杯予選 激闘の真実                            |      |
| 11 | 06月15日 | 密着日本代表監督 ジーコの真実                          |      |
| 12 | 06月22日 | 密着! 楽天に人生をかける男達                           |      |
| 13 | 06月29日 | 亀田三兄弟 密着1639日                                  |      |
| 14 | 07月06日 | 鉄ちゃんの球団の紅一点 密着 片岡安祐美                 |      |
| 15 | 07月13日 | 歌舞伎に革命を起こす 尾上菊之助の挑戦                  |      |
| 16 | 07月20日 | 密着! 400mハードル為末大 栄光からの挫折 そして復活     |      |
| 17 | 07月28日 | デビュー密着 TBS新人女性アナウンサー                   |      |
| 18 | 08月03日 | 密着! 世界陸上に人生を懸けるアスリートたち             |      |
| 19 | 08月17日 | 400mハードル 為末大 涙の銅メダル密着ドキュメント       |      |
| 20 | 08月24日 | 戦力外通告から栄光の球宴へ                             |      |
| 21 | 08月31日 | 亀田興毅 初タイトル戦! 衝撃の舞台裏完全密着            |      |
| 22 | 09月07日 | 「HERO’S」決戦前夜 カリスマ男 復活への道               |      |
| 23 | 09月14日 | 新人マンガ家デビュー物語 初の連載に挑む!               |      |
| 24 | 09月21日 | 日本一の旭山動物園 命のドラマに密着!!                  |      |
| 25 | 09月28日 | フライングボーイズ 男子新体操に懸ける青春              |      |
| 26 | 10月05日 | トリノ五輪へ向けて 密着 安藤美姫 & 荒川静香            |      |
| 27 | 10月12日 | 31年ぶり優勝へ! 千葉ロッテ プレーオフ激闘の舞台裏      |      |
| 28 | 10月19日 | 千葉ロッテマリーンズもう1つの戦い 6歳の少年の命を救え! |      |
| 29 | 10月26日 | 無敗の三冠馬誕生の真実 ディープインパクト              |      |
| 30 | 11月02日 | 密着ミスターロッテ 初芝清38歳 悲願の優勝そして引退…    |      |
| 31 | 11月09日 | 駆けろ! ユメロマン 密着1095日                          |      |
| 32 | 11月16日 | 会社員からプロ棋士へ決意の挑戦                         |      |
| 33 | 11月23日 | 世界チャンピオンへ亀田興毅 密着父と子の地獄の特訓      |      |
| 34 | 12月07日 | もう一度ラーメン屋をやりたい 超有名店で地獄の修行      |      |
| 35 | 12月14日 | 悲願 ボディビル日本一へ 左目を失った男の挑戦           |      |
| 36 | 12月21日 | J1昇格へ天国と地獄 都並敏史の壮絶な闘い                |      |

| 回 | 放送日   | 内容                                                                     | 備考 |
| -- | -------- | ------------------------------------------------------------------------ | ---- |
| 37 | 01月10日 | スカッシュに人生を懸ける 松井千夏28歳                                    |      |
| 38 | 01月18日 | ブラジル出身の元甲子園の怪物 非情の戦力外通告‘野球を続けたい’男達の挑戦  |      |
| 39 | 01月25日 | 密着 高校生マーチングバンド 日本一へ 汗と涙の青春記                      |      |
| 40 | 02月01日 | 4度目の五輪へ! 岡崎朋美34歳 凄まじき戦いに完全密着                       |      |
| 41 | 02月08日 | ソルトレークの悲劇から復活へ 密着! スピードスケート 大菅小百合           |      |
| 42 | 02月22日 | 中国獅子舞に懸ける青春 横浜中華街の若者達に密着                          |      |
| 43 | 02月29日 | 日の丸の4番松中信彦 “王監督を男にしたい” 栄光と苦悩の日々完全密着        |      |
| 44 | 03月08日 | 亀田三兄弟 次男大毅 衝撃のプロデビュー戦                                 |      |
| 45 | 03月15日 | 亀田興毅 世界への登竜門 壮絶なる戦いの舞台裏                             |      |
| 46 | 03月22日 | 女子カーリング “チーム青森” トリノ五輪 激闘の舞台裏                      |      |
| 47 | 03月29日 | 離島初の甲子園出場 熱血監督と球児たちに密着                              |      |
| 48 | 04月05日 | 新生オリックスの舞台裏に密着 清原を支え続ける男                          |      |
| 49 | 04月12日 | 巨人再建の舞台裏 原辰徳監督独占密着                                      |      |
| 50 | 04月19日 | 密着365日 競走馬にかけた青春                                             |      |
| 51 | 04月26日 | 独占密着!! 球界のエース上原浩治 長男誕生 家族への誓い                    |      |
| 52 | 05月03日 | HERO'S KID & 所に完全密着                                                |      |
| 53 | 05月10日 | 亀田三兄弟興毅 & 大毅 プロ初共演 決戦の舞台裏                            |      |
| 54 | 05月17日 | 世界最高峰 イタリア セリアAに挑戦 高橋みゆき                             |      |
| 55 | 05月24日 | 密着 大黒将志 ドイツへの道                                               |      |
| 56 | 05月31日 | 開幕まであと10日 中村俊輔 4年間の軌跡                                    |      |
| 57 | 06月07日 | 亀田大毅 第4戦 決戦舞台裏密着!                                           |      |
| 58 | 06月14日 | 恩師の死を乗り越えて… 命がけのアクロバット飛行                           |      |
| 59 | 06月21日 | 魔裟斗vs小比類巻 因縁の対決 屈辱の敗戦から“カリスマ”へ                   |      |
| 60 | 07月05日 | K-1 WORLD MAX 激闘! 魔裟斗vs小比類巻 因縁対決の舞台裏                    |      |
| 61 | 07月12日 | “野球を続けたい”密着 白血病と闘う33歳プロ野球投手                        |      |
| 62 | 07月19日 | 白血病…そして戦力外通告 33歳壮絶なプロ野球人生＜第2章＞                  |      |
| 63 | 07月26日 | サーフィン雑誌創刊の舞台 壮絶な撮影現場に密着!                           |      |
| 64 | 08月02日 | 亀田興毅 世界戦直前 極秘トレーニング密着                                 |      |
| 65 | 08月09日 | 亀田興毅 世界戦 死闘の裏に隠された真実                                   |      |
| 66 | 08月16日 | 史上初の快挙! 離島から甲子園へ…八重山商工 奇跡の物語                     |      |
| 67 | 08月23日 | 日本代表 竹内兄弟 いざ世界へ…                                            |      |
| 68 | 08月30日 | 世界バスケ 日本初決勝トーナメントへ…/ 10年の絆で結ばれた鬼監督と子供たち |      |
| 69 | 09月06日 | ビーチバレーの妖精 浅尾美和 素顔に密着                                   |      |
| 70 | 09月13日 | 密着! 日本のトップガン 決死の訓練舞台裏                                  |      |
| 71 | 09月20日 | 俺たちが巨人を救う! 復活に懸ける若武者の戦い                             |      |
| 72 | 10月06日 | 密着ディープインパクト 凱旋門賞の真実                                    |      |
| 73 | 10月13日 | 余命は半年の少年 奇跡の生還の物語                                        |      |
| 74 | 10月20日 | 2つの祖国 秋山成勲31歳 母に捧ぐ涙の世界                                  |      |
| 75 | 10月27日 | 中国人から日本人へ小山修加 密着全日本の秘密兵器                          |      |
| 76 | 11月03日 | 北海道日本ハム悲願の日本一 北の大地に再起を懸けた男達                    |      |
| 77 | 11月10日 | 前人未到の14連覇へ ビーチフラッグス女王 遊佐雅美33歳                     |      |
| 78 | 11月17日 | 甦れ! 全日本男子バレー 二人の若きエースに密着!                           |      |
| 79 | 11月24日 | 密着! 日本のトップガン 運命の卒業試験舞台裏                              |      |
| 80 | 12月01日 | コートの格闘技 “セパタクロー”驚異の身体で世界一に挑む                    |      |
| 81 | 12月08日 | 羽がついている女王 バタフライ 中西悠子                                   |      |
| 82 | 12月15日 | 亀田興毅vsランダエタ あらから4ヶ月…因縁舞台裏                            |      |
| 83 | 12月22日 | 独占! 亀田興毅vsランダエタ 決戦当日 密着ドキュメント                     |      |

| 回  | 放送日   | 内容                                                                                                | 備考 |
| --- | -------- | --------------------------------------------------------------------------------------------------- | ---- |
| 84  | 01月12日 | 栄光と挫折 城彰二引退 密着家族と戦った13年…                                                         |      |
| 85  | 01月19日 | 2度目の戦力外通告 “もう一度野球を続けたい…”                                                         |      |
| 86  | 01月26日 | 新人漫画家 栄光と挫折の2年間密着                                                                    |      |
| 87  | 02月02日 | 2年連続の戦力外通告 台湾への挑戦 家族の絆                                                           |      |
| 88  | 02月09日 | 全盲のミッドフィルダー 初の世界挑戦への軌跡                                                         |      |
| 89  | 02月16日 | 密着コーチ川相昌弘 新たなる挑戦                                                                     |      |
| 90  | 02月23日 | 巨大な馬たちの戦い 「ばん馬」に懸ける男たち                                                         |      |
| 91  | 03月02日 | 工藤公康43歳 突然の移籍の舞台裏 そして、横浜再建へ                                                  |      |
| 92  | 03月09日 | ファッションショーデビュー 新人モデル密着!                                                          |      |
| 93  | 03月16日 | 女性初の頂点へ 競艇最強レーサー 横西奏恵                                                            |      |
| 94  | 03月23日 | 陸上界のシンデレラガール 密着 小林祐梨子18歳                                                        |      |
| 95  | 03月30日 | 3階級制覇へ! 亀田興毅 至難の挑戦                                                                    |      |
| 96  | 04月13日 | 中学生でK-1参戦 次世代のニューヒーロー HIROYA15歳                                                   |      |
| 97  | 04月20日 | 「最強馬」の座に挑む 「ばん馬」に懸ける男たち 第2章                                                 |      |
| 98  | 04月27日 | 体操 米田功 2度のケガを乗り越え復帰 北京に間に合うのか? 〜第一章〜                                  |      |
| 99  | 05月04日 | 桑田真澄39歳 現役続行の真実 メジャーへ最強の挑戦 完全密着!                                          |      |
| 100 | 05月11日 | 米田功29歳 もう一度オリンピックへ 2度の手術復活への執念 ―第二章―                                    |      |
| 101 | 05月18日 | 世界一過酷なヨットレースに挑戦 海洋冒険家 白石康次郎の戦い                                          |      |
| 102 | 05月25日 | 美人ジャンパー池田久美子 亡き父と親友に誓った7mジャンプ                                             |      |
| 103 | 06月01日 | 亀田興毅 大阪凱旋 引退覚悟の一大決戦                                                                |      |
| 104 | 06月08日 | 白鵬翔22歳 運命の夏場所に密着                                                                       |      |
| 105 | 06月15日 | 密着! 世界一過酷なレース 白石康次郎 191日間の死闘                                                   |      |
| 106 | 06月22日 | トランポリンの女王 廣田遥 北京五輪への試練                                                          |      |
| 107 | 06月29日 | 新人フラガール 初舞台に向けた試練の日々                                                             |      |
| 108 | 07月06日 | 新人フラガール第2章 初舞台を懸けた運命のテスト                                                      |      |
| 109 | 07月13日 | 新人フラガール最終章 夢の初舞台へ                                                                   |      |
| 110 | 07月20日 | メジャーリーガー桑田真澄 39歳の挑戦 激動の舞台裏密着!                                               |      |
| 111 | 07月27日 | 亀田興毅 大毅 兄弟で挑む世界前哨戦                                                                  |      |
| 112 | 08月03日 | アテネの屈辱から3年 再び世界に挑む栗原恵                                                            |      |
| 113 | 08月10日 | 氷上のシンクロ 美しくも過酷な女たちの戦い                                                           |      |
| 114 | 08月17日 | “美の競演”氷上のシンクロ 美しくも過酷な戦い〜第2章〜                                                |      |
| 115 | 08月24日 | 世界陸上女子マラソン 金メダルを狙う二人のランナー                                                   |      |
| 116 | 08月31日 | 悲願のファイナリストへ朝原宣治35歳 ハンマー投げ室伏 激闘の舞台裏 池田久美子26歳 亡き父の思いを胸に… |      |
| 117 | 09月07日 | 土佐礼子31歳 夫と共に戦った銅メダルの舞台裏                                                         |      |
| 118 | 09月14日 | ハンドボール日本代表 宮﨑大輔 悲願のオリンピック出場へ                                              |      |
| 119 | 09月21日 | 復活山本“KID”30歳 HERO’S 壮絶舞台裏                                                                 |      |
| 120 | 09月28日 | 10.11世紀の日本人対決 亀田大毅vs内藤大助                                                            |      |
| 121 | 10月12日 | 密着! “テニスの王子様”錦織圭17歳プロデビューまでの軌跡                                              |      |
| 122 | 10月19日 | 壮絶! K-1世界戦の舞台裏 魔裟斗28歳 魂の3試合                                                        |      |
| 123 | 10月26日 | 巨人エース & 苦労人 クライマックスシリーズ舞台裏                                                    |      |
| 124 | 11月02日 | 究極の肉体美 ボディビル 42歳 日本一を懸けた闘い                                                     |      |
| 125 | 11月09日 | 松井稼頭央32歳 メジャー 挫折と栄光の4年間                                                           |      |
| 126 | 11月16日 | 米田功30歳 北京への険しき道のり〜第三章〜                                                           |      |
| 127 | 11月23日 | 女子マラソン代表争い 北京出場を懸けた 激走の舞台裏                                                  |      |
| 128 | 11月30日 | 再びスカッシュ界の頂点へ! 松井千夏人生を懸けた戦い                                                  |      |
| 129 | 12月07日 | プロ野球戦力外通告〜野球を続けたい俺たちはまだやれる〜                                              |      |
| 130 | 12月14日 | 新人フラガール 涙の青春物語 デビューから5ヶ月…                                                      |      |
| 131 | 12月21日 | 復活! 伝説の男 船木誠勝 大晦日に「世紀の一戦」に挑む                                                |      |

| 回  | 放送日   | 内容                                                                       | 備考 |
| --- | -------- | -------------------------------------------------------------------------- | ---- |
| 132 | 01月11日 | プロ野球戦力外通告 野球を続けたい…                                         |      |
| 133 | 01月18日 | プロ野球戦力外通告 家族のために…運命の入団テスト                           |      |
| 134 | 01月25日 | 究極の音楽競技 マーチングバンド 名門高校 日本一奪回へ                      |      |
| 135 | 02月01日 | 音楽競技 マーチングバンド 日本一奪回へ 名門校103名の挑戦                   |      |
| 136 | 02月08日 | ハンドボール日本代表 宮﨑大輔 北京を懸けた世紀の一戦                       |      |
| 137 | 02月15日 | 元大関 栃東 母と父と共に戦った4565日                                       |      |
| 138 | 02月29日 | 野球を続けたい 宮地克彦36歳 栄光と挫折の5年間密着                          |      |
| 139 | 03月07日 | 安藤美姫に4回転挑戦を 日本フィギュア界の救世主                             |      |
| 140 | 03月14日 | 入来祐作35歳 野球人生を懸けた戦い                                          |      |
| 141 | 03月21日 | 女子マラソン代表争い 壮絶なる戦いの日々                                    |      |
| 142 | 03月28日 | 亀田興毅 2階級制覇へ 8ヶ月ぶりの復帰戦                                     |      |
| 143 | 04月04日 | 赤坂サカス マキシム・ド・パリ 老舗フレンチ もう一度栄光を                  |      |
| 144 | 04月18日 | 競艇井口夫妻 壮絶なる妻の戦い                                              |      |
| 145 | 04月25日 | 競艇界最強夫婦レーサー リベンジに懸ける熱き戦い第二章                      |      |
| 146 | 05月02日 | 史上最年少で表彰台に 女子ジャンパーに密着                                  |      |
| 147 | 05月09日 | 田中将大 19歳の素顔 そして2年目の進化                                      |      |
| 148 | 05月16日 | 北京へ 米田功30歳 最後の挑戦に密着                                         |      |
| 149 | 05月23日 | 前田幸長37歳 プロ20年目のメジャー挑戦 運命のトライアウト…舞台裏密着!       |      |
| 150 | 05月30日 | 日本男子バレー キャプテン 荻野正二                                         |      |
| 151 | 06月06日 | 18歳の新鋭 錦織圭 グランドスラムへの挑戦                                   |      |
| 152 | 06月13日 | 日本男子バレー 北京五輪最終予選に密着!                                     |      |
| 153 | 06月20日 | 日本女子バレー 栗原恵                                                      |      |
| 154 | 06月27日 | ジャズピアニスト 上原ひろみ 驚愕のパフォーマンスに隠された秘密             |      |
| 155 | 07月04日 | 横浜ベイスターズ再建へ トレード入団した新戦力に密着!                       |      |
| 156 | 07月11日 | 新人フラガール 涙の奮闘記 〜前編〜                                         |      |
| 157 | 07月18日 | 新人フラガール 涙の奮闘記 〜後編〜                                         |      |
| 158 | 07月25日 | 総合格闘技界の新鋭 青木真也                                                |      |
| 159 | 08月01日 | 世界最強の男へ! 坂田vs挑戦者・久高                                         |      |
| 160 | 08月08日 | 五輪ママさんランナー 赤羽有紀子に密着!                                     |      |
| 161 | 08月15日 | 浜口親子の不屈の激闘15年間に完全密着                                       |      |
| 162 | 08月22日 | 45歳の女子プロボクサー 覚悟の引退勧告を背に…!                              |      |
| 163 | 08月29日 | ビーチバレー 佐伯美香 夫婦で挑んだ最後の北京                               |      |
| 164 | 09月05日 | 浜口京子 夢の集大成 北京激闘に完全密着                                     |      |
| 165 | 09月12日 | 女子マラソン英国代表 マーラ・ヤマウチ 日本人の夫と共に挑んだ北京五輪に密着 |      |
| 166 | 09月19日 | 北京五輪 ボート日本代表 武田大作                                           |      |
| 167 | 09月26日 | K-1ミドル級日本人頂上決戦 魔裟斗 vs 佐藤嘉洋                               |      |
| 168 | 10月10日 | 荻野正二 人生をバレーボールに捧げた男の最終章                              |      |
| 169 | 10月17日 | 北京パラリンピック 藤田征樹 〜前編〜                                       |      |
| 170 | 10月24日 | 北京パラリンピック 藤田征樹 〜後編〜                                       |      |
| 171 | 10月31日 | 日本一奪回を目指す巨人の救世主 山口鉄也 〜前編〜                           |      |
| 172 | 11月07日 | 悲願の五輪出場へ! 女子アイスホッケー日本代表 〜前編〜                      |      |
| 173 | 11月14日 | 日本一奪還を目指す巨人の救世主 山口鉄也 〜後編〜                           |      |
| 174 | 11月21日 | 悲願の五輪出場へ! 女子アイスホッケー日本代表 〜後編〜                      |      |
| 175 | 11月28日 | 楽天 田中将大 プロ2年目に独占密着!                                         |      |
| 176 | 12月05日 | 亀田和毅 プロデビュー戦 テレビ初公開!                                      |      |
| 177 | 12月12日 | 戦力外通告 諦めない男たちの最後の戦い そして第2の人生                      |      |
| 178 | 12月19日 | K-1 HIROYA & ボクシング 山口真吾                                           |      |

| 回  | 放送日   | 内容                                                                            | 備考 |
| --- | -------- | ------------------------------------------------------------------------------- | ---- |
| 179 | 01月09日 | 戦力外通告 元ソフトバンクホークス 山村路直                                      |      |
| 180 | 01月16日 | 高校生たちの青春をかけた戦いの舞台裏に完全密着                                  |      |
| 181 | 01月23日 | 戦力外通告 元オリックス・バファローズ 平下晃司 妻・そして2人の愛娘のために…     |      |
| 182 | 01月30日 | 初マラソンに挑戦! ママさんランナー赤羽有紀子に密着                              |      |
| 183 | 02月06日 | 工藤公康45歳 プロ野球28年目・現役への執念! 〜第1章〜                            |      |
| 184 | 02月13日 | 工藤公康45歳 プロ野球28年目・現役への執念! 〜第2章〜                            |      |
| 185 | 02月20日 | いくつもの苦難を乗り越えて… 氷上のシンクロ 若き熱血監督26歳の挑戦               |      |
| 186 | 02月27日 | WBC直前! 松坂大輔vs桑田真澄 対談                                                |      |
| 187 | 03月06日 | 美人スノーボーダー 降旗由紀 バンクーバーを目指す戦いの日々                      |      |
| 188 | 03月13日 | WBC連覇へ! 勝利への鍵を握る男達                                                 |      |
| 189 | 03月20日 | 吉川元浩 競艇界の頂点を目指す戦い                                               |      |
| 190 | 04月07日 | 高橋尚子 マラソン人生の知られざる素顔                                           |      |
| 191 | 04月21日 | 俺らしく…格好良く…K-1魔裟斗引退 壮絶! 格闘技人生                                |      |
| 192 | 04月28日 | 非情な戦力外通告 それぞれの決断に密着                                           |      |
| 193 | 05月05日 | 第2の人生のスタート! 清原和博に密着                                             |      |
| 194 | 05月12日 | 楽天 野村監督 名将の知られざる真実                                              |      |
| 195 | 05月19日 | 横浜 村田修一 再起を懸けた戦いに密着                                            |      |
| 196 | 05月26日 | 神の子“KID”32歳 再起への512日                                                   |      |
| 197 | 06月02日 | 大横綱への夢の前に立ちはだかる壁 白鵬と家族の熱き15日間に密着                   |      |
| 198 | 06月09日 | 女子バレーボール大山加奈 涙の復活物語                                           |      |
| 199 | 06月16日 | ロッテ 西岡 西武 岸 今シーズンに懸ける思い                                      |      |
| 200 | 06月23日 | 一家の無念は俺が晴らす!! 12歳天才少年の挑戦（前編）                             |      |
| 201 | 07月07日 | 一家の無念は俺が晴らす!! 12歳天才少年の挑戦（後編）                             |      |
| 202 | 07月14日 | 元メジャーリーガー 伊良部秀輝 現役復帰に完全密着                                |      |
| 203 | 07月21日 | 元メジャーリーガー 伊良部秀輝 現役復帰に完全密着 〜第2章〜                      |      |
| SP  | 07月28日 | 放送200回突破記念 1時間スペシャル! 王貞治 vs 東山紀之 対談                      |      |
| 204 | 08月11日 | 世界陸上 メダル獲得へ 新生リレーチームに密着!                                   |      |
| 205 | 08月25日 | 世界陸上 女子マラソン 赤羽有紀子                                                |      |
| 206 | 09月01日 | バース・デイ総集編 〜4年5ヶ月の記録〜                                           |      |
| 207 | 09月08日 | 女子野球のライバルたち 日本一を懸けた戦い （前編）                              |      |
| 208 | 09月15日 | 女子野球のライバルたち 日本一を懸けた戦い （後編）                              |      |
| 209 | 09月22日 | 野人・岡野雅行に密着 戦力外通告過酷な試練                                       |      |
| 210 | 10月13日 | 浪速の弁慶・亀田大毅 世界タイトルマッチの舞台裏・完全密着                       |      |
| 211 | 10月20日 | 杉山愛 母と共に挑む現役最後の戦いに密着!                                        |      |
| 212 | 10月27日 | 女子バスケットボール 熱血女性監督に密着!                                        |      |
| 213 | 11月03日 | 高校生最速左腕 菊池雄星に密着!                                                  |      |
| 214 | 11月10日 | 7年ぶりの日本一奪回へ 原巨人の若きサムライ達に密着                              |      |
| 215 | 11月17日 | 世紀の世界タイトルマッチ 決戦直前の内藤大助に密着                               |      |
| 216 | 11月24日 | 運命の世界タイトルマッチ 悲願の打倒・内藤へ…亀田興毅に密着                      |      |
| 217 | 12月01日 | 高校野球監督 大越基 戦力外通告された男の挑戦                                    |      |
| 218 | 12月08日 | 内藤大助 vs 亀田興毅 激闘の舞台裏に完全密着                                     |      |
| 219 | 12月15日 | プロ野球戦力外通告 クビを宣告された男達の運命 〜ダイジェスト〜                  |      |
| 220 | 12月22日 | 大晦日の2大決戦! 石井慧デビュー戦 そして魔裟斗の引退試合 妻と歩んだ壮絶格闘人生 |      |

| 回  | 放送日   | 内容 | 備考            |
| --- | -------- | --- | --------------- |
| 221 | 01月05日 | 男子アルペンスキー 佐々木明 妻 そして家族の悲願 五輪メダルへ!                                              |                 |
| 222 | 01月12日 | メダリストとして、妻として…いつも夢は諦めない シンクロナイズド・スイミング 武田美保                        |                 |
| 223 | 01月19日 | 山本聖子 決意の現役復帰 一児の母のオリンピック挑戦                                                         |                 |
| 224 | 01月26日 | 日本人初! 単独無酸素でエベレストへ 命知らずの登山家に密着（前編）                                          |                 |
| 225 | 02月02日 | 登山家 栗城史多 27歳 単独無酸素でのエベレスト登頂への挑戦 第2章                                            |                 |
| 226 | 02月09日 | 日本初の兄弟世界王者誕生へ… 亀田大毅 3度目の世界戦に完全密着!                                              |                 |
| 227 | 02月16日 | プロレスラーになりたかった東大生ボディビルダー 〜ミスター日本への挑戦〜                                    |                 |
| 228 | 02月23日 | トリノから4年…成長した安藤が五輪でメダル獲得へ挑む!                                                        |                 |
| 229 | 03月02日 | 髙橋大輔 23歳 悲願の銅メダル獲得 10年に渡るコーチとの絆                                                    |                 |
| 230 | 03月09日 | 横浜ベイスターズ大改革に完全密着! 〜尾花新監督の分析野球に迫る〜                                           |                 |
| 231 | 03月16日 | 人気女性レーサーの栄光と挫折 再起を懸けた壮絶な戦い!                                                       |                 |
| 232 | 03月23日 | アスリートたちの究極技傑作選                                                                               |                 |
| 233 | 04月10日 | 元ミスター阪神が戦力外通告 “野球を続けたい”今岡誠 35歳                                                     |                 |
| 234 | 04月17日 | ナックル姫・吉田えり 18歳の新たなる挑戦                                                                    |                 |
| 235 | 04月24日 | 密着! 元巨人・高橋尚成 メジャー挑戦への試練                                                                |                 |
| 236 | 05月01日 | 戦力外通告からリストラの星へ 的場直樹 新天地での新たな戦いに密着!                                          |                 |
| 237 | 05月08日 | ビーチバレー浦田・西堀ペアに完全密着 浅尾美和との決別の真相とは!?                                          |                 |
| 238 | 05月15日 | “このまま俺は終われないんだ” 内藤大助 王座陥落からの復活劇                                                 |                 |
| 239 | 05月22日 | ゴルフ英才教育 坂田ジュニアゴルフ塾 鬼塾長・坂田信弘のスパルタ指導に秘められた思い                         |                 |
| 240 | 05月29日 | 悲願の関取誕生へ 元 平成の大横綱・貴乃花親方に密着!                                                        |                 |
| SP  | 06月05日 | W杯開幕直前スペシャル!岡田監督 緊急独占激白                                                                | 1時間スペシャル |
| 241 | 06月12日 | 桑田真澄 野球界を改革する あくなき挑戦に密着! （前編）                                                     |                 |
| 242 | 06月19日 | 桑田真澄 野球界を改革する あくなき挑戦に密着! （後編）                                                     |                 |
| 243 | 06月26日 | FIFA ワールドカップ 緊急特集! 岡田JAPAN・決勝トーナメント進出の真実                                        |                 |
| 244 | 07月03日 | FIFA ワールドカップ 緊急特集!                                                                              |                 |
| 245 | 07月10日 | 元横綱 朝青龍 第2の人生に密着!                                                                             |                 |
| 246 | 07月17日 | 伝説のスーパーホース オグリキャップ 秘蔵映像で綴る 25年の軌跡                                              |                 |
| 247 | 07月24日 | 伝説のオールスター 江夏豊 江川卓 夢の対談                                                                  |                 |
| 248 | 07月31日 | 高校野球監督 大越基 戦力外通告された男の夢 必ず教え子を甲子園に                                            |                 |
| 249 | 08月07日 | ボクシング界の新星 井岡一翔 親子2人3脚で歩む世界王者へ道                                                   |                 |
| 250 | 08月14日 | 巨大カジキを追え! 国内最高峰釣り大会に密着!                                                                |                 |
| 251 | 08月21日 | メジャーの審判を目指す男の挑戦! 家族とともに再出発を誓う                                                   |                 |
| 252 | 08月28日 | ラーメンに人生を懸けた女性店主 67歳の驚くべき挑戦に密着!                                                   |                 |
| 253 | 09月04日 | 野球人生最大の危機… メジャー再昇格を目指す岩村明憲に完全密着!                                              |                 |
| 254 | 09月11日 | 坂田ジュニアゴルフ塾 第2章 〜新塾生の成長物語〜                                                            |                 |
| 255 | 09月18日 | 次世代を担う 平成生まれの美女アスリートたちに密着!                                                         |                 |
| 256 | 09月25日 | 亀田大毅vs坂田健史 運命の世界戦 ＆ DREAMの注目選手に迫る!                                                  | 1時間スペシャル |
| 257 | 10月09日 | 朝青龍 大相撲人生最後の1日に密着! 亀田大毅 vs 坂田健史 世界戦舞台裏                                        | 1時間スペシャル |
| 258 | 10月16日 | 中田英寿がザックJAPANに迫る! そしてチームのキーマン 香川真司に密着                                         |                 |
| 259 | 10月23日 | 山本愛 5年ぶりの全日本復帰へ・・・愛娘に誓った決意 巨人軍最強の助っ人 ラミレスに密着! 日本野球への熱き思い | 1時間スペシャル |
| 260 | 10月30日 | 福岡ソフトバンク松中が妻子と一緒に戦う 山クライマックス舞台裏に完全密着!                                   |                 |
| 261 | 11月06日 | 伝説のホテル復活へ…打倒外資系に挑む 男の日々に密着!                                                        |                 |
| 262 | 11月13日 | エース復活! 栗原恵 激動の1年…涙の理由…壮絶舞台裏に密着!                                                    |                 |
| 263 | 11月20日 | リーグ3位から日本一へ! 千葉ロッテの快進撃を支えた男たち                                                    |                 |
| 264 | 11月27日 | 女子バスケ部 JALラビッツ 激動のラストシーズンに密着!                                                       |                 |
| 265 | 12月04日 | 横綱白鵬 前人未到の大記録69連勝への挑戦 壮絶舞台裏                                                         |                 |
| 266 | 12月11日 | サッカー天国と地獄 J1残留争いの舞台裏に密着!                                                               |                 |
| 267 | 12月18日 | プロ野球戦力外通告 野球を諦めきれない男たちの再起を懸けた闘い                                              |                 |
| 268 | 12月25日 | 亀田三兄弟 揃い踏み! 兄弟ダブル世界タイトルマッチ 決戦に臨む舞台裏に密着                                   |                 |

| 回  | 放送日   | 内容 | 備考 |
| --- | -------- | --- | ---- |
| 269 | 01月08日 | 夢の三階級制覇へ…亀田興毅 激闘の舞台裏!                                                                                   |      |
| 270 | 01月15日 | ロッテ・堀幸一 阪神・庄田隆弘 戦力外通告を受けた男たちの闘いに密着!                                                       |      |
| 271 | 01月22日 | プロ野球選手 第2の人生 裏方として生き抜く男たちに密着!                                                                    |      |
| 272 | 01月29日 | ラーメン「胡心房」 カリスマ女店主に密着!                                                                                  |      |
| 273 | 02月05日 | サッカー戦力外通告 |      |
| 274 | 02月12日 | 日本を代表するショコラティエ、三枝俊介の新たな挑戦                                                                        |      |
| 275 | 02月19日 | 日本最速で世界王座を狙うボクシング界の新星・井岡一翔に密着                                                                |      |
| 276 | 02月26日 | 入団4年目、レギュラーを狙う男、中田翔                                                                                     |      |
| 277 | 03月05日 | 最年長スケーター 村主章枝 新たな挑戦                                                                                      |      |
| 278 | 03月19日 | 今年にかける男たち |      |
| 279 | 03月26日 | 天才ジャズピアニスト 上原ひろみ32歳 魂揺さぶる演奏の秘密                                                                  |      |
| 280 | 04月02日 | 選抜高校野球 創志学園&東北高校                                                                                            |      |
| 281 | 04月16日 | マスターズで日本人初の快挙を成し遂げた松山英樹に迫る! （前編） 石川遼との知られざる因縁                                   |      |
| 282 | 04月23日 | マスターズで日本人初の快挙を成し遂げた松山英樹に迫る! （後編） 〜歴史的快挙の舞台裏にあった知られざる真実〜               |      |
| 283 | 04月30日 | 崖っぷちボクサー〜父との絆〜                                                                                              |      |
| 284 | 05月07日 | 世界女王に輝いた安藤美姫〜モロゾフとの絆〜                                                                                |      |
| 285 | 05月14日 | 亀田興毅 世界戦初のKO勝利へ 激闘の舞台裏に密着!                                                                           |      |
| 286 | 05月21日 | ボートレーサー篠崎兄弟 エリートの兄vs弟の意地                                                                             |      |
| 287 | 05月28日 | “俺が横浜を変える” 新天地に懸ける男の挑戦                                                                                 |      |
| 288 | 06月04日 | ヤクルトの若きエース・由規 天国の先輩に贈る熱投!                                                                          |      |
| 289 | 06月11日 | サッカー日本代表 谷底世代・岡崎慎司 新天地での新たな挑戦                                                                  |      |
| 290 | 06月18日 | 野口茂樹“野球を諦めきれない!”                                                                                             |      |
| 291 | 06月25日 | それでも僕はあきらめない。為末大、あくなき挑戦                                                                            |      |
| 292 | 07月02日 | 岩手・釜石の震災復興に尽くす、外国人ラガーマン                                                                            |      |
| 293 | 07月09日 | 38歳 現役最年長力士 大関・魁皇 なぜ男は土俵に上がり続けるのか…                                                            |      |
| 294 | 07月16日 | 南海キャンディーズ 山崎静代 2012年ロンドン五輪への道                                                                      |      |
| 295 | 07月23日 | オリンピックで36年ぶりのメダル獲得を目指す全日本女子バレー! チームの命運を握る2人の戦いに密着…                            |      |
| 296 | 07月30日 | 被災地から甲子園を目指す高校球児。 震災で亡くなった父との約束。彼らの熱き戦いに密着!                                      |      |
| 297 | 08月06日 | サッカー選手 長友佑都 |      |
| 298 | 08月13日 | 追悼・伊良部秀輝。 |      |
| 299 | 08月20日 | 女たちの世界陸上 |      |
| 300 | 08月27日 | ハンマー投げ 室伏広治 36歳 〜進化を続けるトレーニングに迫る!! 〜                                                          |      |
| 301 | 09月10日 | 2年前、現役復帰を果たした、萩原智子に密着。 病魔と闘いながら、31歳で現役にこだわる萩原の、執念の戦いを追った。            |      |
| 302 | 09月17日 | 茨城ゴールデンゴールズで、初の女性監督となった片岡安祐美に密着。 24歳でチームを率いる戦いの日々を追った。                 |      |
| 303 | 09月24日 | 山崎静代 オリンピックへの挑戦 〜涙と決別するために〜                                                                      |      |
| 304 | 10月08日 | メジャー昇格に懸ける田澤純一に密着                                                                                        |      |
| 305 | 10月15日 | スターを近親者に持つアススリートたちの苦悩… 知られざる戦いの日々に密着。                                                  |      |
| 306 | 10月22日 | 東北復興のため立ち上がった、フラガール                                                                                    |      |
| 307 | 10月29日 | 戦力外通告の危機から、不動の守護神へ 巨人・久保裕也                                                                       |      |
| 308 | 11月05日 | 日本の女子バスケット界に救世主が現れた。驚異の身体能力を持つ100年に一人の逸材。 渡嘉敷来夢、20歳。身長ななんと192センチ。 |      |
| 309 | 11月12日 | 〜戦力外通告〜 再び野球界復帰を目指す古木克明に密着                                                                       |      |
| 310 | 11月19日 | クイズに人生を懸ける者たち                                                                                                |      |
| 311 | 11月26日 | 女子サッカー「INAC神戸・第1章」〜初優勝までの道のり〜                                                                     |      |
| 312 | 12月03日 | 女子サッカー「INAC神戸・第2弾」 〜初優勝までの道のり〜                                                                    |      |
| 313 | 12月10日 | 前人未到の兄弟二階級制覇を目指す亀田大毅に密着                                                                            |      |
| 314 | 12月17日 | オリンピックに再挑戦する潮田玲子に密着                                                                                    |      |
| 315 | 12月24日 | 突然、人生の岐路に立たされた男と、その家族の再起を懸けた戦いに密着。                                                      |      |

| 回  | 放送日   | 内容                                                                                     | 備考 |
| --- | -------- | ---------------------------------------------------------------------------------------- | ---- |
| 316 | 01月07日 | 新春スペシャル対談 王貞治×東山紀之 〜野球を愛する王貞治 生まれ変わっても野球がやりたい〜 |      |
| 317 | 01月14日 | 失明寸前の大けが…そして、戦力外通告 元楽天・中谷仁の挑戦                                 |      |
| 318 | 01月21日 | オリンピック・メダリスト、髙橋大輔を指導する、フィギュアの振付師に密着。                 |      |
| 319 | 01月28日 | 山本家・悲願のオリンピック金メダル獲得へ                                                 |      |
| 320 | 02月04日 | アルバイトをしながら現役復帰を目指す野口茂樹に密着。                                     |      |
| 321 | 02月11日 | 8ヶ月前の落馬で、重傷を負った、内田博幸に密着。                                          |      |
| 322 | 02月18日 | ロンドンオリンピックを目指す、山崎静代の戦いに密着。                                     |      |
| 323 | 02月25日 | 原因不明の病と闘う、一人の少女に密着                                                     |      |
| 324 | 03月03日 | 山本“KID”徳郁 〜瀬戸際に立たされたKIDに密着〜                                            |      |
| 325 | 03月17日 | 愛する家族を幸せしたい…トップボートレーサー白井英治に密着                                |      |
| SP  | 03月24日 | 巨人2軍に独占密着                                                                        |      |
| 326 | 04月07日 | 早鞆高校監督 大越基に密着                                                                |      |
| 327 | 04月14日 | 引退の瀬戸際に立たされた 元・小結 垣添に密着。                                           |      |
| 328 | 04月21日 | 元プロ野球選手、河野友軌 妻の涙…家族のために選択した第2の人生。                          |      |
| 329 | 04月28日 | かつて賞金1億円以上を稼ぎ出した、プロゴルファー田中秀道に密着                            |      |
| 330 | 05月05日 | 女子バレー・栗原恵〜3度目の五輪へ…ロシア奮闘記〜                                         |      |
| 331 | 05月12日 | 長州力 因縁のライバル物語 〜お前がいる限り俺は辞めない! 〜                               |      |
| 332 | 05月19日 | 亀田興毅結婚式の舞台裏に密着。支え合ってきた二人の、知られざる秘話とは…                  |      |
| 333 | 05月26日 | 貴乃花部屋を完全密着!                                                                    |      |
| 334 | 06月02日 | ロンドンオリンピック出場を目指す、日本男子バレー・エース石島雄介                         |      |
| 335 | 06月09日 | 南海キャンディーズ山崎静代 オリンピックを目指して…                                       |      |
| 336 | 06月16日 | 伝説のマラソンランナー有森裕子が壮絶人生を初激白                                         |      |
| 337 | 06月23日 | 井岡一翔・八重樫東 世界王座統一戦                                                        |      |
| 338 | 06月30日 | 薬師寺vs辰吉 特別対談                                                                    |      |
| 339 | 07月07日 | 1年ぶりにメジャーのマウンドへ戻ってきた、ボストンレッドソックス・松坂大輔。              |      |
| SP  | 07月21日 | ロンドンオリンピックでメダル獲得を狙う、女子アスリート達の戦いに密着!                    |      |
| 340 | 07月28日 | Jリーガーだった男達の、第二の人生                                                        |      |
| 341 | 08月04日 | かつて戦力外を受けた男、大越基 率いる早鞆高校野球部…夏の戦いに密着                       |      |
| 342 | 08月11日 | チンパンジーのカリスマ飼育員…最後の仕事に密着。                                          |      |
| 343 | 08月18日 | 巨人2軍、熾烈なライバル争いを繰り広げる男たちに密着                                      |      |
| 344 | 08月25日 | 戦力外から4年…元中日のエース 野口茂樹の第2の人生                                         |      |
| 345 | 09月01日 | 「なでしこ」不動のサイドバック、鮫島彩                                                   |      |
| 346 | 09月08日 | ジャズピアニスト、上原ひろみ。衝撃の海外ライブに完全密着                                 |      |
| 347 | 09月15日 | オリンピック出場を逃した女子バレー 栗原恵                                                |      |
| 348 | 09月22日 | 現役生活8年での戦力外通告…波瀾の野球人生を送るG.G.佐藤の新たな挑戦に密着                 |      |
| 349 | 10月06日 | 元Jリーガー 京谷和幸41歳 車椅子バスケットへの思い                                        |      |
| 350 | 10月13日 | 関取 高見盛。相撲人生の土俵際に立たされた男の、最後の決断…                               |      |
| 351 | 10月20日 | ボディビル第1章                                                                          |      |
| 352 | 10月27日 | ボディビル第2章 日本一への頂上決戦 新旧王者が、直接対決                                  |      |
| 353 | 11月10日 | 菅野智之…プロ野球選手としての道が開けた 菅野の想いとは                                   |      |
| 354 | 11月17日 | 全日本のエース・木村沙織                                                                 |      |
| 355 | 11月24日 | 棒高飛び・澤野大地                                                                       |      |
| 356 | 12月01日 | 悲願の優勝を果たした読売巨人軍に密着                                                     |      |
| 357 | 12月08日 | 父親となった亀田興毅、かつてない強敵との対戦…                                            |      |
| 358 | 12月15日 | ソフトボール・上野由岐子                                                                 |      |
| 359 | 12月22日 | プロ野球戦力外通告。野球を続けたい、諦めきれない男たち                                   |      |
| 360 | 12月29日 | 井岡一翔、宮崎亮 二人のボクサーの挑戦                                                    |      |

| 回  | 放送日   | 内容                                                                                       | 備考      |
| --- | -------- | ------------------------------------------------------------------------------------------ | --------- |
| 361 | 01月12日 | 戦力外通告…元横浜DeNAベイスターズ大原淳也に密着                                            |           |
| 362 | 01月19日 | 京太郎 日本人初のヘビー級タイトルをかけた戦いの舞台裏に密着                                |           |
| 363 | 01月26日 | 井村雅代                                                                                   |           |
| 364 | 02月02日 | 未来のなでしこ達の戦い、高校女子サッカー選手権に密着                                       |           |
| 365 | 02月09日 | 高見盛引退 苦悩と葛藤の最後の15日間                                                        |           |
| 366 | 02月16日 | 女子バレーボール・Vプレミアリーグ、女性監督、中田久美                                      |           |
| 367 | 02月23日 | 元プロ野球選手・一場靖弘 戦力外を突き付けられた男の再起を懸けた戦い                        |           |
| 368 | 03月02日 | 病に倒れた父のために戦い続けるレーサーに密着                                               |           |
| 369 | 03月23日 | 突然のリストラから、日本代表のコーチへ 波乱の人生を歩む男の苦悩と侍JAPAN激闘の舞台裏に密着 |           |
| 370 | 03月30日 | 30歳異色の転身を目指す女の戦い                                                             | [ 注 29 ] |
| 371 | 04月06日 | チンパンジーのカリスマ飼育員に密着                                                         |           |
| 372 | 04月13日 | 再起を誓う オリックス・バファローズ、東野峻                                                |           |
| 373 | 04月20日 | 突然の休部 名門バスケチーム最後の戦い!!                                                    |           |
| 374 | 04月27日 | バレエ界の天才少女、佐藤理央                                                               |           |
| 375 | 05月04日 | 広島の主砲、栗原健太                                                                       |           |
| 376 | 05月11日 | ボクシング世界チャンピオン宮崎亮                                                           |           |
| 377 | 05月18日 | 国民栄誉賞を受賞した松井秀喜・・・日米20年の偉大なる軌跡を辿った                           |           |
| 378 | 05月25日 | 女子バレー 大友愛 その引退に迫る・・・                                                     |           |
| 379 | 06月01日 | 元日本代表FW久保竜彦、新たな挑戦に密着                                                     |           |
| 380 | 06月08日 | 日本サッカーの歴史に名を刻む男たちのその後・・・                                           |           |
| 381 | 06月15日 | かつてプロ野球界で活躍した男たち                                                           |           |
| 382 | 06月22日 | 元横綱、北の湖親方に密着                                                                   |           |
| 383 | 07月06日 | 異国の地、マダガスカルで奮闘する助産師                                                     |           |
| 384 | 07月13日 | 真道ゴー ボクシング世界王者を目指す壮絶の人生                                              |           |
| 385 | 07月20日 | 400本塁打を達成した、中村紀洋                                                              |           |
| 386 | 07月27日 | ボクシング亀田三兄弟                                                                       |           |
| 387 | 08月03日 | 夢の9秒台を目指す、2人のスプリンター                                                       |           |
| 388 | 08月17日 | 世界陸上 女子マラソンの裏側に迫る                                                          |           |
| 389 | 08月24日 | 親方として部屋を構えた、元横綱・武蔵丸                                                     |           |
| 390 | 08月31日 | 北海道日本ハムファイターズ、陽岱鋼                                                         |           |
| 391 | 09月07日 | 全日本女子バレー 18歳の新星『宮下遥』                                                      |           |
| 392 | 09月14日 | 井岡一翔 WBA世界ライトフライ級王座 防衛戦                                                  |           |
| 393 | 09月21日 | 2億7千万という高額年俸を捨てメジャーリーグに挑んだ田中賢介                                 |           |
| 394 | 10月05日 | カリスマボートレーサー、山崎智也                                                           |           |
| 395 | 10月12日 | 元小結・高見盛 その断髪式に独占密着                                                        |           |
| 396 | 10月19日 | 楽天球団記録を塗り替えた、育成出身のルーキーに密着                                         |           |
| 397 | 10月26日 | 元プロ野球選手ギャオス内藤                                                                 |           |
| 398 | 11月02日 | 東北楽天、田中将大                                                                         |           |
| 399 | 11月09日 | 日本レスリング界期待のスーパー高校生 佐々木アーセン 前編                                   |           |
| 400 | 11月16日 | 日本レスリング界期待のスーパー高校生 佐々木アーセン 後編                                   |           |
| 401 | 11月23日 | WBA世界バンタム級王者・亀田興毅                                                            |           |
| 402 | 11月30日 | 日本人最強リリーフコンビ上原浩治と田澤純一に迫る                                           |           |
| 403 | 12月07日 | プロ野球を引退した男たちの第2の人生に密着!                                                 |           |
| 404 | 12月14日 | プロ13年目の得点王、大久保嘉人                                                             |           |
| 405 | 12月21日 | 野球を諦めきれない男達とその家族の闘い                                                     |           |
| 406 | 12月28日 | 井岡一翔、2013年の最後に、どんな戦いを見せるのか…                                          |           |

| 回  | 放送日   | 内容 | 備考      |
| --- | -------- | --- | --------- |
| 407 | 01月04日 | 新春スペシャル対談 白鵬×東山 そしてヤングなでしこに密着                                                         |           |
| 408 | 01月11日 | 全日本高校女子サッカー選手権                                                                                    |           |
| 409 | 01月18日 | かつて“命知らずの騎手”と呼ばれた伝説の男、田中剛                                                                |           |
| 410 | 01月25日 | 23歳での戦力外通告 父の言葉を胸に挑むトライアウト                                                               |           |
| 411 | 02月01日 | ソチオリンピック、スノーボードスロープスタイル 日本代表・角野友基に密着                                         |           |
| 412 | 02月08日 | 昨年、戦力外となったラミレスの現在・・・。クビから4ヵ月の姿を追った。 15歳の中学生平野歩夢 金メダルへの挑戦！！ | [ 注 30 ] |
| 413 | 02月15日 | 指導者となったミスタータイガース・掛布雅之に独占密着                                                            |           |
| 414 | 03月01日 | ソチ五輪で、日本男子フィギュア初の五輪金メダルを獲得した羽生結弦                                                |           |
| 415 | 03月15日 | 熱き男、ラモス瑠偉弱小チーム再建へ！                                                                            |           |
| 416 | 03月22日 | 世界と戦う室屋義秀                                                                                              |           |
| 417 | 03月29日 | 横浜DeNAベイスターズ監督・中畑清 愛する妻との永遠の別れを乗り越え挑む2014年シーズン                             | [ 注 29 ] |
| 418 | 04月05日 | 巨人 原辰徳監督 日本一奪還へ!〜ゼロからのスタート〜                                                             |           |
| 419 | 04月12日 | 「マスターズ」に挑む、松山英樹に独占密着! 昨年、日本の賞金王に輝いた怪物・松山の世界挑戦、その舞台裏に迫る      |           |
| 420 | 04月19日 | 引退の瀬戸際に立たされた男 左足がマヒ… 壮絶な過去                                                               |           |
| 421 | 04月26日 | なでしこJAPANの光と影 ボンバー荒川の波乱万丈の人生                                                              |           |
| 422 | 05月03日 | ‟最強の格闘DNA!スーパー高校生山本アーセン 夢のオリンピックはへ… 試練の戦い”                                     |           |
| 423 | 05月10日 | 日本最速 3階級制覇に挑戦 井岡一翔激闘の舞台裏!                                                                  |           |
| 424 | 05月17日 | 三冠王 松中信彦 愛する家族のため40歳再起をかけた戦い!                                                           |           |
| 425 | 05月24日 | 日本代表FW大久保嘉人 発表の舞台裏に独占密着!                                                                    |           |
| 426 | 05月31日 | 国立競技場が揺れた!W杯初出場へ激闘の軌跡                                                                        |           |
| 427 | 06月07日 | ブラジルでの雪辱を誓う 2人の日本代表に迫る!!                                                                    |           |
| 428 | 06月14日 | 生まれ故郷に革命を起こした男 バレンティンの奇跡の物語                                                           |           |
| 429 | 06月21日 | 伝説のラガーマン吉田善人 メダル獲得を目指す熱き戦い!                                                            |           |
| 430 | 06月28日 | バース・デイ10年目突入!あの主役たちは今…                                                                        |           |
| 431 | 07月05日 | 巨人ドラ1 大田泰示 このままでは終われない…                                                                      |           |
| 432 | 07月12日 | 田中将大の消える魔球…全米が絶賛された投球術                                                                     |           |
| 433 | 07月19日 | 父・貢×息子・辰徳 受け継がれた野球魂                                                                            |           |
| 434 | 07月26日 | 開成高校野球部の闘い                                                                                            |           |
| 435 | 08月09日 | タップダンサー熊谷和徳                                                                                          |           |
| 436 | 08月16日 | 緊急SP ボクシング高山勝成 世界4団体制覇への道のり                                                               |           |
| 437 | 08月23日 | もう一度1軍へ!難病からの復活を目指す 31歳右腕の苦闘の日々                                                       |           |
| 438 | 08月30日 | ボートに青春を捧げるエリート大学生 日本一を懸けた熱き戦い!                                                      |           |
| 439 | 09月06日 | 日本の柔道復活へ!3人の男の熱き戦いの日々                                                                        |           |
| 440 | 09月13日 | アジア大会の頂点へ!スーパー女子高生の舞台裏!                                                                    |           |
| 441 | 10月11日 | 優勝が絶対条件! 生き残りをかけた男の崖っぷちの戦い                                                              |           |
| 442 | 10月18日 | 巨人 日本一奪還のキーマン プロ18年目…走塁に懸ける男                                                             |           |
| 443 | 10月25日 | もう一度マウンドに立ちたい…元メジャー投手7年越しの苦闘                                                          |           |
| 444 | 11月01日 | ワールドカップ日本代表まさかの落選…悔し涙を流した男の再起を懸けた戦い                                           |           |
| 445 | 11月08日 | 独占激白!髙橋大輔 20年間の苦悩と引退の真相                                                                      |           |
| 446 | 11月15日 | 自転車ロードレーサー・新城幸也                                                                                  |           |
| 447 | 11月22日 | 横浜DeNA2014シーズン激闘の記録                                                                                  |           |
| 448 | 11月29日 | かつてのJリーグスター永井秀樹 現役にかける想い                                                                  |           |
| 449 | 12月06日 | 天国の恩師に捧げる勝利「それでも、私はボクシングを続けていく」                                                  |           |
| 450 | 12月13日 | 池田浩二 SGに向けた絶望からの闘い                                                                               |           |
| 451 | 12月20日 | 2014年プロ野球総決算 グラウンドを去る男たち                                                                     |           |
| 452 | 12月27日 | 元世界王者 井岡一翔／ミニマム級ボクサー 高山勝成                                                                |           |

| 回  | 放送日   | 内容                                                         | 備考            |
| --- | -------- | ------------------------------------------------------------ | --------------- |
| 453 | 01月03日 | 世界ランク5位 錦織圭の真実                                   | 45分スペシャル  |
| 454 | 01月10日 | 女子高校サッカー。亡き父に誓った少女の戦い                   |                 |
| 455 | 01月17日 | 24歳で戦力外通告 父は元巨人の抑えエース                      |                 |
| 456 | 01月24日 | 人気騎手を襲った生命の危機 復帰への壮絶な戦い                |                 |
| 457 | 01月31日 | 巨人 常勝軍団へのチーム革命 伝説のキャンプを長嶋茂雄が語る   |                 |
| 458 | 02月07日 | 32歳で戦力外通告 ファンに愛された元抑えエースの苦悩          |                 |
| 459 | 02月14日 | 打倒巨人!このままでは終われない 移籍した元巨人の選手たち     |                 |
| 460 | 02月21日 | 心を整える日本のリーダー 日本代表キャプテン・長谷部誠に密着! |                 |
| 461 | 02月28日 | 楽天再建へ…驚きのチーム改革 大久保博元新監督に独占密着!!     |                 |
| 462 | 03月07日 | 日本球界を背負う逸材 19歳ドラ1投手の苦悩                     |                 |
| 463 | 03月14日 | 元プロ野球選手の第2の人生                                    |                 |
| 464 | 03月21日 | 空手で東京五輪を目指す 最強女子大生 植草歩                   |                 |
| 465 | 03月28日 | 懸命に戦い続けた8年間 フラガール感動のラストステージ         |                 |
| 466 | 04月04日 | スノーボードクロス日本代表 現役女子高生の戦い                | [ 注 31 ]       |
| 467 | 04月11日 | 巨人・小林誠司                                               |                 |
| 468 | 04月18日 | 戦力外通告からの復活へ 八木智哉 妻と5人の子のために          |                 |
| 469 | 04月25日 | 井岡一翔 再起を懸けた激闘の舞台裏                            |                 |
| 470 | 05月02日 | 大学アメフト界絶対王者 強さの秘密に迫る                      |                 |
| 471 | 05月09日 | 元巨人のエースが用具係に…入来祐作 波乱の野球人生             |                 |
| 472 | 05月16日 | 元プロ野球選手 第2の人生 男たちの下した決断                  |                 |
| 473 | 05月23日 | 松田直樹の思いを受け継ぐ者…松本山雅FCの戦い                  |                 |
| 474 | 05月30日 | 現役最年長力士 旭天鵬 激闘の舞台裏!                          |                 |
| 475 | 06月06日 | 母のためにプロ野球へ 快進撃を支える新人投手                  |                 |
| 476 | 06月13日 | 日本人現役最年長選手 悲願の五輪出場へ挑む戦い                |                 |
| 477 | 06月20日 | 史上最年長2000本安打達成! 中日・和田 家族と涙の舞台裏        |                 |
| 478 | 07月04日 | 栄光と挫折…元スター選手 もう1つの戦い                        |                 |
| 479 | 07月11日 | 内村航平が憧れた男 鉄棒のスペシャリスト 植松鉱治             |                 |
| 480 | 07月18日 | 14年ぶりの快挙!女子ビーチバレー日本最強 西堀・溝江ペア       |                 |
| 481 | 07月25日 | 9回裏からの世紀の大逆転負け リベンジに燃える高校球児         |                 |
| 482 | 08月01日 | 「高校野球史に残る大逆転負けからリベンジへ 奇跡の夏」        |                 |
| 483 | 08月08日 | 亡き父を思いを胸に…ニッポン柔道界の未来を担う中学生          |                 |
| 484 | 08月15日 | 天才と呼ばれた男の壮絶なマラソン人生                         | [ 注 32 ]       |
| 485 | 08月22日 | 未来の五輪メダリスト 双子のランナー村山兄弟に迫る            | [ 注 33 ]       |
| 486 | 08月29日 | 亡き父との約束…女子マラソン界の新星・前田彩里                | [ 注 34 ]       |
| 487 | 09月05日 | 16歳で衝撃の世界デビュー リオ五輪期待の新生サニブラウン      |                 |
| 488 | 09月12日 | 22歳でクビ宣告…新天地・巨人で再起をかける吉川                |                 |
| 489 | 09月19日 | なでしこJAPANへ 若き2人の壮絶な戦い                          |                 |
| 490 | 09月26日 | 勝負の一年…堂上の生き残りを懸けた戦い                        |                 |
| 491 | 10月03日 | 23歳 山田哲人 トリプルスリー達成への秘密                     | [ 注 29 ]       |
| 492 | 10月10日 | 告白…浅田真央25歳 空白の1年間の真実                          |                 |
| 493 | 10月17日 | 独占密着!中山雅史48歳 現役復帰の舞台裏                       |                 |
| 494 | 10月24日 | 上田桃子 知られざる葛藤…ゼロからのスタート                   | [ 注 35 ]       |
| 495 | 10月31日 | アスリート界の下着に革命を起こした男 野木志郎 54歳           |                 |
| 496 | 11月07日 | 世界野球プレミア12 “若い力で世界を制す”                      |                 |
| 497 | 11月14日 | 驚くべき進化を遂げる21歳 大谷翔平の真実に迫る                |                 |
| 498 | 11月21日 | 元全日本代表主将・吉原知子 熱血新監督と部員の汗と涙の戦い    |                 |
| 499 | 11月28日 | 傑作選・世界一になったアスリートたち                         |                 |
| 500 | 12月05日 | 放送500回記念 東山紀之×澤穂希×吉田沙保里                     | 1時間スペシャル |
| 501 | 12月12日 | 驚愕の15人抜き! 鈴木亜由子強さの秘密に迫る                   |                 |
| 502 | 12月19日 | 2015年プロ野球総決算 男たちの決断                            |                 |
| 503 | 12月26日 | 魔裟斗×山本“KID”徳郁 過酷なトレーニングに密着                |                 |

| 回  | 放送日   | 内容                                                    | 備考      |
| --- | -------- | ------------------------------------------------------- | --------- |
| 504 | 01月09日 | 1年でクビになったプロ野球選手 中村恵吾                  |           |
| 505 | 01月16日 | 井岡一翔 2015年大晦日激闘の舞台裏                       |           |
| 506 | 01月23日 | 栗原健太 34歳の男が選んだ道                             |           |
| 507 | 01月30日 | 監督・工藤公康の真実に迫る                              |           |
| 508 | 02月06日 | 大けがからの復活 スキー・モーグル 伊藤みき              |           |
| 509 | 02月13日 | 戦力外通告を受けた男たちの第2の人生                     |           |
| 510 | 02月20日 | 大学絶対王者 帝京大学ラグビー部                         |           |
| 511 | 02月27日 | 侍JAPANの4番候補・筒香嘉智の挑戦                        |           |
| 512 | 03月05日 | 平成唯一の三冠王・松中信彦 知られざる引退の舞台裏       |           |
| 513 | 03月12日 | 妻子に活躍を誓うプロボートレーサー・後藤翔之            |           |
| 514 | 03月19日 | 女子マラソン オリンピック代表選考争い                   |           |
| 515 | 03月26日 | 楽天ドラフト1位・オコエ瑠偉 知られざる苦悩              |           |
| 516 | 04月02日 | 巨人三軍 生き残りを懸けた壮絶な戦い                     |           |
| 517 | 04月09日 | 柔道女子48kg級 浅見八瑠奈 五輪代表を目指す戦い          | [ 注 29 ] |
| 518 | 04月23日 | 前田健太28歳 メジャー挑戦の舞台裏                       |           |
| 519 | 04月30日 | 新井貴浩 2000本安打達成の舞台裏                         |           |
| 520 | 05月07日 | アスリートと母の2足のわらじ 女子バレー・荒木絵里香      |           |
| 521 | 05月14日 | 岡崎慎司 レスター優勝の舞台裏                           |           |
| 522 | 05月21日 | 眞鍋ジャパン 激闘の舞台裏                               |           |
| 523 | 05月28日 | リオ五輪に向けた最終決戦!日本バレー界の救世主 石川祐希  |           |
| 524 | 06月04日 | 元プロ野球選手 第2の人生 男たちの新たな希望             |           |
| 525 | 06月11日 | サッカー元日本代表 新たなる挑戦                         |           |
| 526 | 06月18日 | 体操・日本代表 白井健三 強さの秘密に迫る                |           |
| 527 | 06月25日 | リーゼントボクサー・和氣慎吾(28) 世界に挑む男の戦い     |           |
| 528 | 07月02日 | 男子100m史上最高の対決!日本最速を懸けて男たちが激突     |           |
| 529 | 07月09日 | 巨人三軍 下克上を目指し戦う若者たち                     |           |
| 530 | 07月23日 | プロ野球第2の人生 夢の甲子園出場へ…                     |           |
| 531 | 07月30日 | ヤクルト・由規 1771日ぶりの奇跡の復活                   |           |
| 532 | 08月06日 | 追悼・第58代横綱・千代の富士／九重親方                  |           |
| 533 | 08月13日 | 戦力外から異例の挑戦 中後悠平 アメリカでの挑戦          |           |
| 534 | 08月20日 | 究極の肉体美を求めて…女性ボディービルダー               |           |
| 535 | 08月27日 | 五輪3大会ぶりのメダル獲得 シンクロ界の母・井村雅代      |           |
| 536 | 09月03日 | ママさんジョッキー 宮下瞳(39)                           |           |
| 537 | 09月10日 | 元プロ野球選手第2の人生 小斉祐輔／安斉雄虎              |           |
| 538 | 09月17日 | スーパー中学生 柔道・斉藤立                             |           |
| 539 | 09月24日 | 広島東洋カープ25年ぶりの優勝を支えた3人の男たち         |           |
| 540 | 10月01日 | 巨人三軍 第3弾 生き残りを懸けた激闘の舞台裏             |           |
| 541 | 10月08日 | 武蔵川部屋 親方と弟子たちの奮闘の日々に密着             | [ 注 29 ] |
| 542 | 10月15日 | アマチュアNO.1投手 創価大学・田中正義                   |           |
| 543 | 10月22日 | 筋肉に魅了にされる女子ボディビルダー 日本一を懸けた戦い | [ 注 36 ] |
| 544 | 10月29日 | かつてドラフト1位で入団した男たちの第2の人生            |           |
| 545 | 11月05日 | 名門復活へ…熱血女性監督・吉原知子の挑戦                 |           |
| 546 | 11月12日 | 横浜一筋25年 ハマの番長・三浦大輔 引退の真実            |           |
| 547 | 11月19日 | 聖地・花園へ 東海大付属仰星高校ラグビー部の戦い         |           |
| 548 | 11月26日 | 渋井陽子 37歳新たなる挑戦                               |           |
| 549 | 12月03日 | 走塁のスペシャリスト 鈴木尚広 引退の真相                |           |
| 550 | 12月10日 | 最強のママさんボートレーサー 長嶋万記                   |           |
| 551 | 12月17日 | 2016年プロ野球総決算                                    |           |
| 552 | 12月24日 | K-1・PRIDEの2大カリスマ 魔裟斗×五味隆典                 |           |

| 回  | 放送日   | 内容                                                           | 備考      |
| --- | -------- | -------------------------------------------------------------- | --------- |
| 553 | 01月07日 | 新春スペシャル 大谷翔平×東山紀之                               |           |
| 554 | 01月14日 | 入団から5年…わずか23歳で戦力外通告を受けた男の再起を懸けた戦い |           |
| 555 | 01月21日 | 元プロ野球選手 第2の人生                                       |           |
| 556 | 01月28日 | 若手力士No.1のスピードで昇進した新関脇・正代に密着             |           |
| 557 | 02月04日 | 元オリックス投手・大田阿斗里 男が下した決断                    |           |
| 558 | 02月11日 | 東京パラリンピック期待の星 車いすテニス・上地結衣              |           |
| 559 | 02月18日 | 元力士たちの第２の人生 元十両・彩豪/元小結・三杉里             |           |
| 560 | 03月04日 | ＷＢＣ日本代表投手・菅野智之                                   |           |
| 561 | 03月11日 | 世界一奪還へ 第1次ラウンドで見えた課題と収穫                   |           |
| 562 | 03月18日 | 元プロ野球選手第２の人生 加藤健／青松慶侑                      |           |
| 563 | 03月25日 | アイスホッケー女子日本 平昌五輪を目指す熾烈な戦い              |           |
| 564 | 04月01日 | 小結・御嶽海 次世代を担う若き力士の戦い                        |           |
| 565 | 04月08日 | 女子バレーボール界のエース・木村沙織 引退の真実                | [ 注 29 ] |
| 566 | 04月15日 | 浅田真央 現役引退 挑戦し続けたスケート人生                     |           |
| 567 | 04月22日 | 元力士たちの第２の人生                                         |           |
| 568 | 04月29日 | プロ野球選手のセカンドキャリア                                 |           |
| 569 | 05月06日 | 元賞金女王・森田理香子 どん底からの挑戦                        |           |
| 570 | 05月13日 | 伊達公子 46歳 現役続行を懸け挑んだ戦いの舞台裏                 |           |
| 571 | 05月20日 | 伝説の10.8決戦 23年目の知られざる真実                          |           |
| 572 | 05月27日 | 日大三高 監督・小倉全由と選手たちの熱き戦い                    |           |
| 573 | 06月03日 | 騎手・福永祐一 日本ダービー激走の舞台裏                        |           |
| 574 | 06月10日 | ママさんアスリート・寺田明日香 家族一丸になって挑む夢          |           |
| 575 | 06月17日 | 相撲界を去った元力士たちの第２の人生                           |           |
| 576 | 06月24日 | 日米通算2000本安打達成！青木宣親に隠された原点                 |           |
| 577 | 07月01日 | 陸上・日本最速を決める戦いの舞台裏                             |           |
| 578 | 07月08日 | 史上最高の逸材と言われる石川祐希の海外武者修行へ密着           |           |
| 579 | 07月22日 | 女子マラソン界に彗星のごとく現れた２人のランナーに密着         |           |
| 580 | 07月29日 | 幕内最年長力士・豪風(38) 家族と挑んだ偉業達成の舞台裏          |           |
| 581 | 08月05日 | 最強の市民ランナー・川内優輝 知られざる家族の絆                |           |
| 582 | 08月19日 | 女子ゴルフ・勝みなみ 親子二人三脚で歩んだ壮絶な戦い            |           |
| 583 | 08月26日 | 騎手・三浦皇成 落馬から１年…妻と歩んだ壮絶な日々               |           |
| 584 | 09月02日 | 世界で活躍する10代アスリート                                   |           |
| 585 | 09月09日 | サッカー日本代表・浅野拓磨 若きストライカーの素顔              |           |
| 586 | 09月16日 | 日本人初の快挙！桐生祥秀 夢の9秒台達成の舞台裏                 |           |
| 587 | 09月23日 | かつてドラフト１位で入団した男たちは今                         |           |
| 588 | 09月30日 | 天才ゴルフ少女・須藤弥勒 世界一への挑戦                        |           |
| 589 | 10月07日 | 世界陸上400mリレー・アンカー藤光謙司 奇跡の大逆転物語          | [ 注 29 ] |
| 590 | 10月14日 | ボートレーサー・中田竜太 妻と二人三脚で頂点に挑む              |           |
| 591 | 10月21日 | 長嶋茂雄×松井秀喜 25年後のドラフトの真実                       |           |
| 592 | 10月28日 | 横浜DeNAベイスターズ・史上最大の下剋上の真実                   |           |
| 593 | 11月04日 | プロ野球ドラフトで指名されなかった屈辱 菅野剛士                |           |
| 594 | 11月11日 | 横浜DeNA・ラミレス監督 日本シリーズ激闘の真実                  |           |
| 595 | 11月18日 | 代表選手として崖っぷち ロシアW杯へ…槙野智章の苦悩              |           |
| 596 | 11月25日 | 侍ジャパン・稲葉篤紀監督が背負う重圧                           |           |
| 597 | 12月02日 | 最年少幕内力士・阿武咲 新小結で挑む十一月場所に密着            |           |
| 598 | 12月09日 | 高校スポーツ界最強 東福岡高校ラグビー部に密着                  |           |
| 599 | 12月16日 | 雑草・木村翔vsエリート・五十嵐俊幸 大晦日のリングに懸ける想い  |           |
| 600 | 12月23日 | 2017年プロ野球総決算 引退…戦力外…そして…                       |           |

| 回  | 放送日   | 内容                                                                 | 備考            |
| --- | -------- | -------------------------------------------------------------------- | --------------- |
| 601 | 01月06日 | 新春１時間スペシャル！ 浅田真央×東山紀之                             | 1時間スペシャル |
| 602 | 01月13日 | 緊急特別企画 追悼…星野仙一さん                                       |                 |
| 603 | 01月20日 | 平昌五輪目前 世界が注目する2人の強さの秘密に迫る                     |                 |
| 604 | 01月27日 | ボディビル界の生ける伝説・合戸孝二 (56)                              |                 |
| 605 | 02月03日 | 「ハンカチ世代」最強左腕と呼ばれた男の苦悩…                          |                 |
| 606 | 02月17日 | 男子レスリング・太田vs文田 熾烈なライバル対決                        |                 |
| 607 | 02月24日 | 相撲史に残る奇跡の復活劇 支えた妻との結婚式／千代の国                |                 |
| 608 | 03月03日 | 66年ぶりの五輪連覇！羽生結弦が勝てた理由                             |                 |
| 609 | 03月10日 | 楽天・敏腕スカウト 知られざるドラフトの舞台裏                        |                 |
| 610 | 03月17日 | 現役最年長野手・松井稼頭央 復帰までの舞台裏に独占密着                |                 |
| 611 | 03月24日 | Ｋ－１復活を担った男・武尊 三階級制覇の舞台裏に密着                  |                 |
| 612 | 03月31日 | 崖っぷちから復活 斎藤佑樹プロ8年目のスタートに独占密着               | [ 注 29 ]       |
| 613 | 04月07日 | マスターズに37歳で初参戦 宮里優作と家族の絆                          |                 |
| 614 | 04月14日 | 新時代の名将・工藤公康の隠された情報戦略の舞台裏に密着               |                 |
| 615 | 04月21日 | 元日本代表・森岡隆三 現役引退10年目の新たな挑戦                      |                 |
| 616 | 04月28日 | メジャーでも二刀流・大谷翔平の異次元への挑戦を徹底解剖               |                 |
| 617 | 05月05日 | 鉄人逝く・命尽きるまで野球愛を貫いた男・衣笠祥雄                     |                 |
| 618 | 05月12日 | メジャー挑戦の道を切り開いた代理人・団 野村                          |                 |
| 619 | 05月19日 | いじめられっ子から世界王者へ ボクシング・田口良一                    |                 |
| 620 | 05月26日 | 日本陸上界の新時代・ライバルたちが繰り広げる熾烈な戦い               |                 |
| 621 | 06月02日 | 8年越しの夢 槙野智章 W杯代表選考の舞台裏                             |                 |
| 622 | 06月09日 | 独占密着!新大関・栃ノ心 誕生の舞台裏                                 |                 |
| 623 | 06月16日 | 村田修一 NPB復活への戦いに密着                                       |                 |
| 624 | 06月23日 | 日の丸を背負って戦った元日本代表戦士の現在                           |                 |
| 625 | 06月30日 | 野球がしたい…胃がん手術からの一軍復帰へ 広島・赤松真人               |                 |
| 626 | 07月07日 | プロ野球からの転進・木村昇吾(38)前代未聞の挑戦                       |                 |
| 627 | 07月21日 | 女子レスリング最激戦区のニューヒロイン・須﨑優衣の戦い               |                 |
| 628 | 07月28日 | 天才ゴルフ少女・須藤弥勒 家族一丸で挑む世界一連覇への戦い            |                 |
| 629 | 08月04日 | 村田修一 復帰へのタイムリミットその時の思い…                         |                 |
| 630 | 08月11日 | 2度の戦力外通告からの復活 中後悠平 激動の野球人生                    |                 |
| 631 | 08月18日 | 天才スイマー・池江璃花子 栄光と挫折…初めてのスランプ                 |                 |
| 632 | 08月25日 | 松井秀喜×星稜メンバー 5連続敬遠の新事実／前篇                        |                 |
| 633 | 09月01日 | “5連続敬遠”を悔やみきれない星稜エース…失意の人生                     |                 |
| 634 | 09月08日 | 女性指揮官たちの選手育成の極意／中田久美×井村雅代                    |                 |
| 635 | 09月15日 | 夢の4階級制覇へ 井岡一翔 復帰戦の舞台裏に密着                        |                 |
| 636 | 09月22日 | “ラーメン界の革命児”庄野智治の挑戦                                   |                 |
| 637 | 09月29日 | 世界バレーでメダルを…バレーボール女子日本代表の運命を託された2人     |                 |
| 638 | 10月06日 | 日本人初の全米女王 大坂なおみとベイジンコーチの絆                    | [ 注 29 ]       |
| 639 | 10月13日 | かど番大関・栃ノ心 知られざる涙の舞台裏                              |                 |
| 640 | 10月20日 | 巨大戦力の中での過酷なサバイバル 巨人２軍・松原聖弥の戦い            |                 |
| 641 | 10月27日 | 空手界の五輪金メダル候補・植草歩 最大のライバルとの対決              |                 |
| 642 | 11月03日 | 日本一連覇まであと１勝 ソフトバンク監督・工藤公康の采配              |                 |
| 643 | 11月10日 | 優勝して赤門前をパレードしたい！東大野球部監督・浜田一志の大改革     |                 |
| 644 | 11月17日 | 小さな村のチームが実業団を相手に執念の下剋上！雑草軍団の挑戦[前篇]   |                 |
| 645 | 11月24日 | 小さな村のクラブチームが国内トップリーグに昇格！雑草軍団の挑戦[後篇] |                 |
| 646 | 12月01日 | 人気力士が大ケガで引退危機…妻子に支えられ復活を目指す激動の日々      |                 |
| 647 | 12月08日 | 熱血先生が流した涙…悲劇と奇跡の壮絶人生 名門ライバル校との決戦       |                 |
| 648 | 12月15日 | 日本人初の４階級制覇へ 世界的名トレーナーと結ばれた固い絆            |                 |
| 649 | 12月22日 | 2018プロ野球総決算・野球人生の引き際に立つ松坂世代の男たち           |                 |

| 回  | 放送日   | 内容 | 備考      |
| --- | -------- | --- | --------- |
| 650 | 01月05日 | プロ入団3年目で受けた戦力外告知・佐藤世那（21）の新たな戦い                                                 |           |
| 651 | 01月12日 | 戦力外寸前からの夢舞台へ・オジュウチョウサン陣営の挑戦の日々                                                |           |
| 652 | 01月19日 | 若松駿太（23） 親子二人三脚で挑んだトライアウトに密着                                                       |           |
| 653 | 01月26日 | 菊池雄星(27)夢舞台のメジャーへ・移籍交渉の舞台裏に密着                                                      |           |
| 654 | 02月02日 | 憧れの辰𠮷を超えろ！京口紘人(25) 挑戦の舞台裏                                                               |           |
| 655 | 02月09日 | 岡田幸文(34)最後の勇姿 支え続けた家族との10年間の物語                                                       |           |
| 656 | 02月16日 | 元力士たちの第2の人生・角界の苦労人が驚きの転身                                                             |           |
| 657 | 02月23日 | 未来のスター選手育成を託された男 西武・松井稼頭央の挑戦に密着                                               |           |
| 658 | 03月02日 | トライアウトに2年連続で挑戦・高橋洸を支える3歳年下の妻                                                      |           |
| 659 | 03月09日 | 年間２億円を稼ぐ男の栄光と挫折・峰竜太の頂点を目指す戦い                                                    |           |
| 660 | 03月16日 | 格闘技界の革命児・那須川天心20歳の常識を覆す戦いに密着                                                      |           |
| 661 | 03月23日 | W杯を制覇したカリスマ・ポドルスキ…日本での戦いに独占密着                                                    |           |
| 662 | 03月30日 | 貴景勝(22)大関昇進を掴み取った大阪場所の舞台裏                                                              |           |
| 663 | 04月06日 | 兄をも凌ぐ卓球天才少女・張本美和(10)の挑戦                                                                  | [ 注 29 ] |
| 664 | 04月13日 | 歩行困難の息子と、彼を支えた家族の絆…世界チャンピオン田中恒成                                               |           |
| 665 | 04月20日 | 家族に支えられ悲願の初優勝へ バスケ界のスター五十嵐圭38歳                                                   |           |
| 666 | 04月27日 | 平成最後のバース・デイ～平成を彩ったスター選手たち～                                                        |           |
| 667 | 05月04日 | 名将逝く、命燃え尽きるまでマラソンを愛した男・小出義雄                                                      |           |
| 668 | 05月11日 | 最速の男・桐生祥秀と最強の男・山縣亮太 再起を懸けた戦い                                                     |           |
| 669 | 05月18日 | 歴史と伝統の継承 歌舞伎界の若きプリンス 七代目・尾上丑之助                                                  |           |
| 670 | 05月25日 | 東京オリンピックで金メダルを 亡き父との約束を胸に戦う斉藤立                                                 |           |
| 671 | 06月01日 | 東京五輪金メダル候補 中村輪夢！親子二人三脚で世界に挑む！                                                   |           |
| 672 | 06月08日 | 世界を目指す中学生！グランデ・アメージングアカデミー山梨                                                    |           |
| 673 | 06月15日 | ついに1軍の舞台へ！這い上がってきた男 増田大輝                                                              |           |
| 674 | 06月22日 | 相撲人生にピリオドを打った元関取たちの新たな戦い                                                            |           |
| 675 | 06月29日 | あくなき戦いの日々 シニアアスリートたちの挑戦                                                               |           |
| 676 | 07月06日 | 日本人初の4階級制覇“強い相手と戦いたい”井岡一翔の新たな挑戦                                                 |           |
| 677 | 07月20日 | 満塁男・駒田徳広56歳 独立リーグ監督 野球人生のケジメ                                                        |           |
| 678 | 07月27日 | 3度目の世界一へ！須藤弥勒 親子二人三脚での挑戦                                                              |           |
| 679 | 08月03日 | 夢の世界３連覇を掴み取れ 天才ゴルフ少女 須藤弥勒７歳の挑戦 幕内最軽量力士 炎鵬晃！人気力士の1月場所に密着！ |           |
| 680 | 08月10日 | 無敗の三冠馬ディープインパクト逝く・稀代の名馬誕生秘話                                                      |           |
| 681 | 08月17日 | 戦力外から10か月、もう一度プロの舞台に…若松駿太の戦いに密着                                                 |           |
| 682 | 08月24日 | あの夏…甲子園でヒーローとなった男たちの今…                                                                  |           |
| 683 | 08月31日 | 天才と呼ばれた男・小野伸二の新たなる戦い                                                                    |           |
| 684 | 09月07日 | 元力士たちの第二の人生…過酷な運命を乗り越え今を生きる男たち                                                 |           |
| 685 | 09月14日 | 箱根駅伝のヒーロー佐藤悠基・神野大地 東京五輪への戦い                                                       |           |
| 686 | 09月21日 | リオ五輪の銀メダリスト飯塚翔太 東京五輪に向けリレー侍が描く夢                                               |           |
| 687 | 09月28日 | 元大関・魁皇の部屋で誕生した初関取・魁勝の戦い                                                              | [ 注 29 ] |
| 688 | 10月05日 | 家族と共に、世界最強を目指し戦い続ける那須川天心の挑戦                                                      |           |
| 689 | 10月19日 | 注目のプロ野球ドラフト会議 ドラフト指名の隠れた主役スカウトたち                                             |           |
| 690 | 10月26日 | ４年越しの夢 親子で勝ち取ったドラフト指名 佐藤都志也                                                        |           |
| 691 | 11月02日 | 栃木GB プロ野球選手になるため…過酷な環境で夢を追う男たち                                                    |           |
| 692 | 11月09日 | 世界一奪還へ プレミア12 侍ジャパン稲葉監督の秘密兵器                                                        |           |
| 693 | 11月23日 | 世界一奪還へ 侍ジャパン若き指揮官・稲葉篤紀監督の戦い                                                       |           |
| 694 | 11月30日 | プロ契約を勝ち取れ ユース選手最終年の熾烈な戦いに密着                                                       |           |
| 695 | 12月07日 | 東京オリンピックで金メダルを…女子自転車競技に現れたシンデレラ                                               |           |
| 696 | 12月14日 | ラグビーW杯日本代表メンバーたちの原点…高校時代に抱いた決意とは                                              |           |
| 697 | 12月21日 | 2019プロ野球 現役の幕を降ろした選手たち                                                                     |           |

| 回  | 放送日   | 内容                                                                                           | 備考            |
| --- | -------- | ---------------------------------------------------------------------------------------------- | --------------- |
| 698 | 01月11日 | 開幕まで195日 東京オリンピックに挑むアスリートたちの熱き想い                                   | 1時間スペシャル |
| 699 | 01月18日 | プロ2年で戦力外 父に背を押されプロ復帰を目指す長谷川潤に密着                                   |                 |
| 700 | 01月25日 | 中国選手を倒せ!! 世界一を目指す卓球次世代エース候補親子に密着                                  |                 |
| 701 | 02月01日 | 幕内最軽量力士 炎鵬晃！人気力士の1月場所に密着！《前編》                                       |                 |
| 702 | 02月08日 | 幕内最軽量力士 炎鵬晃！人気力士の1月場所に密着！《後編》                                       |                 |
| 703 | 02月15日 | トンプソンルーク…家族一丸で挑んだ現役最後の戦いに密着                                          |                 |
| 704 | 02月22日 | ありがとう。野村克也さん…野球を愛した男の波乱万丈人生                                          |                 |
| 705 | 02月29日 | 満身創痍で引退した関取たち…家族の為に必死に生きる第二の人生                                    |                 |
| 706 | 03月07日 | ボートレース界のニューヒロイン大山千広 母と二人三脚の挑戦                                      |                 |
| 707 | 03月14日 | 東京五輪で金メダルを！柔道 大野将平／阿部詩                                                    |                 |
| 708 | 03月21日 | 日本人最速ランナー 大迫傑 激闘を制した男の強さの秘密に迫る                                     |                 |
| 709 | 03月28日 | 目指せ！オリンピック金メダル 永田三兄弟父を超える選手に… レスリングで繋がる永田一家 激闘の日々 |                 |
| 710 | 04月04日 | バース・デイ15年の歴史…アスリート涙の瞬間                                                      | [ 注 37 ]       |
| 711 | 04月11日 | 球界のスター・松永浩美 どん底から救った年下妻との物語                                          |                 |
| 712 | 04月18日 | 病に打ち勝ち、奇跡の復活を果たした男達…岩下修一 赤松真人                                       |                 |
| 713 | 04月25日 | 4年に一度のオリンピック出場を懸けた女たちの戦い                                                |                 |
| 714 | 05月02日 | 世界を舞台に戦う天才キッズ 須藤弥勒・小林右京                                                  |                 |
| 715 | 05月09日 | ～母の日～家族のために奮闘するママさんアスリートたちの物語                                     |                 |
| 716 | 05月16日 | 親子二人三脚で世界に挑むアスリートたち 浜口京子/那須川天心                                     |                 |
| 717 | 05月23日 | 錦織圭の原点…松岡修造の熱血指導を公開 ゴルフのカリスマ指導者                                   |                 |
| 718 | 05月30日 | 人気力士とレジェンドアスリートたちが語る今の思い                                               |                 |
| 719 | 06月06日 | 神田伯山が選ぶ～My favorite バース・デイ～炎鵬、激闘の15日間                                   |                 |
| 720 | 06月13日 | いよいよ！プロ野球2020年シーズンの開幕へ！                                                     |                 |
| 721 | 06月20日 | 父・村田修一 早産だった長男との強い絆…父親としての想いに迫る                                   |                 |
| 722 | 06月27日 | ソフトバンクホークス若き原石たちの挑戦の舞台裏                                                 |                 |
| 723 | 07月04日 | 戦力外通告から新たな夢を掴んだ男たちとその家族の絆の物語                                       |                 |
| 724 | 07月11日 | 土俵を沸かせた男達の今 豊ノ島／高見盛                                                          |                 |
| 725 | 07月25日 | 神奈川フューチャードリームス！夢を追い続ける男達【前編】                                       |                 |
| 726 | 08月01日 | 神奈川フューチャードリームス！夢を追い続ける男達【後編】                                       |                 |
| 727 | 08月08日 | 野球人生のどん底から復活を遂げた男達の今                                                       |                 |
| 728 | 08月15日 | 元サッカー日本代表の第二の人生 平山相太／巻誠一郎                                              |                 |
| 729 | 08月22日 | 名門・日大三高野球部 異例の夏に挑む球児とその家族の思い                                        |                 |
| 730 | 08月29日 | あのカリスマ店主は今…“麺家うえだ”上田みさえ                                                    |                 |
| 731 | 09月05日 | 甲子園の夢を奪われた超名門高校球児たちの夏                                                     |                 |
| 732 | 09月12日 | バース・デイ“闘将・星野仙一"魂の言葉…青学・原晋監督が敬愛                                      |                 |
| 733 | 09月19日 | ボクシング元世界王者・川嶋勝重 年上妻の支えで驚きの転身                                        |                 |
| 734 | 10月03日 | プロ野球復帰を目指す息子と、それを支え続ける母…親子2人の物語                                   | [ 注 29 ]       |
| 735 | 10月10日 | 陸上界のニューヒロイン・田中希実 快挙の裏側にあった親子の葛藤                                  |                 |
| 736 | 10月17日 | 9歳の天才キッズ・須藤弥勒が全米女子3位の畑中奈紗越えへ…異例の挑戦！                            |                 |
| 737 | 10月24日 | 最大8球団1位指名も！プロ野球ドラフト会議10年に1人の逸材SP                                      |                 |
| 738 | 10月31日 | 緊急！巨人V原監督×東山紀之SP対談…優勝舞台裏＆リーダー論                                        |                 |
| 739 | 11月07日 | 東大合格率No1高卒の異色調教師…3冠馬コントレイル快挙の舞台裏                                    |                 |
| 740 | 11月14日 | バラエティから巨人V2“影の立役者”…元木大介ヘッドコーチ舞台裏                                    |                 |
| 741 | 11月21日 | 独占！ダルビッシュ有が激白。最多勝…子ども…妻・聖子との秘話                                     |                 |
| 742 | 11月28日 | コロナ禍でも“心を燃やす”強豪ラグビー部・名将…今こそ響く言葉                                    |                 |
| 743 | 12月05日 | 8人大家族の夢…プロ野球入りを背負う男の“ドラフト運命の一日”                                     |                 |
| 744 | 12月12日 | 密着5か月…新庄剛志48歳。“本気の挑戦”復帰は？独占告白！                                         | 1時間スペシャル |
| 745 | 12月19日 | 13歳の天才少年！五輪種目で世界一…8人大家族の奮闘と母の信念                                     |                 |
| 746 | 12月26日 | 4連覇＆盗塁世界記録の秘密…秘蔵映像公開“プロ野球総決算”                                         |                 |

| 回  | 放送日   | 内容                                                             | 備考      |
| --- | -------- | ---------------------------------------------------------------- | --------- |
| 747 | 01月09日 | 浅田真央30歳“ラストダンス”へ…最後のツアーに密着                  |           |
| 748 | 01月16日 | バレー石川祐希25歳“世界No1への覚醒”…東山紀之が緊急直撃           |           |
| 749 | 01月23日 | 張本智和を越える９歳の天才卓球少年…全日本で史上最年少勝利は？    |           |
| 750 | 01月30日 | 伝統料理×最新フレンチ                                            |           |
| 751 | 02月06日 | 究極の１２皿に挑戦するフレンチシェフ・谷口英司４４歳（後編）     |           |
| 752 | 02月13日 | 離島の廃部寸前だった野球部が春のセンバツ甲子園出場決定           |           |
| 753 | 02月20日 | 東大野球部監督・浜田一志の改革                                   |           |
| 754 | 02月27日 | 全豪オープン優勝 大坂なおみ23歳                                  |           |
| 755 | 03月06日 | 東京五輪金メダル候補・須﨑優衣                                   |           |
| 756 | 03月13日 | 巨人 桑田真澄コーチに独占密着                                    |           |
| 757 | 03月20日 | 東大卒・異色のyoutuberピアニスト 角野隼斗                        |           |
| 758 | 03月27日 | 全国唯一の寮生活！石田卓球クラブ                                 | [ 注 29 ] |
| 759 | 04月03日 | 「夢のタカラジェンヌを目指す青春物語」前編                       |           |
| 760 | 04月10日 | 夢のタカラジェンヌを目指す青春物語（後編）                       |           |
| 761 | 04月17日 | 悲願のマスターズ初制覇・松山英樹                                 |           |
| 762 | 04月24日 | 離島の県立校 大崎高校（後編）                                    |           |
| 763 | 05月01日 | 中田久美 絶賛のエース 女子バレーボール・長岡望悠                 |           |
| 764 | 05月08日 | “ママさんハードラー”寺田明日香（31）                             |           |
| 765 | 05月15日 | プロ野球界のニュースター、阪神ドラフト1位・佐藤輝明              |           |
| 766 | 05月22日 | スノボー界のニューヒロイン 森井姫明麗（14）                      |           |
| 767 | 05月29日 | 隅田川で100年以上続く 早慶レガッタ                               |           |
| 768 | 06月05日 | ついに覚醒 リアル二刀流 大谷翔平（26）                           |           |
| 769 | 06月12日 | 祝！日本新９秒９５山縣亮太…緊急取材！知られざる涙と家族の物語    |           |
| 770 | 06月19日 | BMX天才少年 小澤楓（13）                                         |           |
| 771 | 06月26日 | U-12・侍ジャパンの4番を務めた森山竜之輔（15）                    |           |
| 772 | 07月03日 | 強豪相撲部・新潟県立海洋高校                                     |           |
| 773 | 07月10日 | 東京五輪 金メダルへ「美しい日本の柔道」                          | [ 注 38 ] |
| 774 | 07月24日 | 人気かき氷店 新メニュー開発の舞台裏                              |           |
| 775 | 08月07日 | 全国屈指・野球の強豪校 甲子園をかけたライバル対決                |           |
| 776 | 08月14日 | 女子ソフトボール日本代表 上野由岐子（39）                        | [ 注 38 ] |
| 777 | 08月21日 | 自転車 梶原悠未（24）                                            |           |
| 778 | 08月28日 | 「五輪メダリストの秘蔵映像とともにその後を追った」               |           |
| 779 | 09月04日 | 元阪神タイガース 横田慎太郎（26）                                |           |
| 780 | 09月11日 | 巨人・桑田真澄コーチ×Matt×東山紀之（前編）                       |           |
| 781 | 09月18日 | 巨人・桑田真澄コーチと次男・Mattがテレビ初共演（後編）           |           |
| 782 | 09月25日 | 天才ゴルフ少女 須藤弥勒（9）                                     |           |
| 783 | 10月09日 | 亡き祖父との約束のために運命のドラフト会議へ                     | [ 注 29 ] |
| 784 | 10月16日 | ダルビッシュに「プロで見たい」と称されたスラッガー 植田 拓（22） |           |
| 785 | 10月23日 | 全員が空手日本一「三つ子の片岡兄妹」                             |           |
| 786 | 10月30日 | 現役を引退した横綱・白鵬（36）                                   |           |
| 787 | 11月06日 | ビキニ界「新世代エース」ダンシーあずさ（31）                     |           |
| 788 | 11月13日 | ビキニ界「新世代エース」ダンシーあずさ（31）後編                 |           |
| 789 | 11月20日 | リアル二刀流でMVP受賞 大谷翔平（27）                             |           |
| 790 | 11月27日 | ピアニスト 角野隼斗（26）                                        | [ 注 39 ] |
| 791 | 12月04日 | 中部大春日丘高校ラグビー部・宮地真監督（56）                     |           |
| 792 | 12月11日 | SASUKEに人生を捧げるアイドル・Snow Man 岩本照（28）              |           |
| 793 | 12月18日 | クリエイティブディレクター・佐藤可士和×くら寿司                  |           |
| 794 | 12月25日 | 光と影 もがき続けた11年間 斎藤佑樹（33）                         |           |

| 回  | 放送日   | 内容                                                                  | 備考            |
| --- | -------- | --------------------------------------------------------------------- | --------------- |
| 795 | 01月08日 | 初の全国制覇へ 作陽高校女子サッカー部                                 |                 |
| 796 | 01月15日 | 元オリックス・バファローズ鈴木優（24）                                |                 |
| 797 | 01月22日 | パリ五輪新種目「ブレイキン」金メダル候補 シゲキックス（19）           |                 |
| 798 | 01月29日 | スノーボード日本代表・竹内智香（38）                                  |                 |
| 799 | 02月05日 | ドローンレーサー・白石麻衣（40）                                      |                 |
| 800 | 02月12日 | 男子バスケットボール日本代表HC トム・ホーバス（55）                   |                 |
| 801 | 02月19日 | プロフィギュアスケーター・浅田真央（31）                              |                 |
| 802 | 02月26日 | 北京五輪スノーボード界初の金メダル 平野歩夢（23）／ 弟・海祝（19）    |                 |
| 803 | 03月05日 | 小学2年生の天才卓球少女 松島美空（8）                                 |                 |
| 804 | 03月12日 | BMX天才少年 小澤楓（14）                                              |                 |
| 805 | 03月19日 | 日本ハム新監督・新庄剛志（50）                                        | 1時間スペシャル |
| 806 | 03月26日 | ワイン醸造家 須合美智子（51）                                         | [ 注 29 ]       |
| 807 | 04月02日 | 夢の舞台・マスターズへの挑戦 中島啓太（21）                           |                 |
| 808 | 04月09日 | 女子フィギュアスケート坂本花織（22）                                  |                 |
| 809 | 04月16日 | 女子硬式野球・全国屈指の人気校 その秘密に迫る。                       |                 |
| 810 | 04月23日 | 女子硬式野球・春のセンバツ 日本一を目指した戦いに密着                 |                 |
| 811 | 04月30日 | 陸上女子 中距離のエース 田中希実（22）                                |                 |
| 812 | 05月07日 | 14人の力士を輩出した名門クラブ・柏相撲少年団                          |                 |
| 813 | 05月14日 | 飛込界のサラブレッド 金戸凜（18）                                     |                 |
| 814 | 05月21日 | ビーチバレー界の新星“れんのん”ペア 松本恋（24）松本穏（22）           |                 |
| 815 | 05月28日 | 天才相撲少年 豊田倫之亮（13）                                         |                 |
| 816 | 06月04日 | 東京大学硬式野球部                                                    |                 |
| 817 | 06月11日 | プロ輩出150名超 流通経済大学サッカー部                                |                 |
| 818 | 06月18日 | メジャー挑戦の原点 シカゴ・カブス 鈴木誠也（27）                      |                 |
| 819 | 06月25日 | メジャー挑戦1年目の胸中 シカゴ・カブス 鈴木誠也（27）                 |                 |
| 820 | 07月02日 | ボクシング世界4階級王者・井岡一翔（33）                               |                 |
| 821 | 07月09日 | 陸上短距離・サニブラウン A ハキーム（23）＆陸上長距離・新谷仁美（34） |                 |
| 822 | 07月23日 | フィギュアスケート 羽生結弦（27）                                     |                 |
| 823 | 07月30日 | 國學院久我山高校野球部                                                |                 |
| 824 | 08月06日 | 古賀稔彦の遺志を継ぐ 長女・古賀ひより（21）                           |                 |
| 825 | 08月13日 | 世界陸上 銅メダル 女子やり投 北口榛花（24）                           |                 |
| 826 | 08月20日 | ウエイトリフティング界のホープ 松原敬（14）                           |                 |
| 827 | 08月27日 | 名門・浦和学院高校野球部                                              |                 |
| 828 | 09月03日 | 吉田沙保里の甥・吉田海人（13）                                        |                 |
| 829 | 09月10日 | スポーツクライミング 楢﨑智亜（26）                                   |                 |
| 830 | 09月17日 | 世界が絶賛する逸材 アイスホッケー 堀江虎太郎（10）                    |                 |
| 831 | 09月24日 | 女子バレーボール 日本代表 古賀紗理那（26）                            |                 |
| 832 | 10月01日 | 世界が注目するBMXライダー 小澤楓（15）                                | [ 注 29 ]       |
| 833 | 10月15日 | ドラフト1位候補 二刀流 矢澤宏太（22）                                 |                 |
| 834 | 10月22日 | 創部75年 東京大学運動会応援部 東大史上初の女性主将 杉田南実（4年）    |                 |
| 835 | 10月29日 | 巨人ドラフト1位 浅野翔吾（17）                                        |                 |
| 836 | 11月05日 | 銭湯ブームの火付け役 湊三次郎（32）                                   |                 |
| 837 | 11月12日 | 少年野球の“おばちゃん”棚原安子（82）                                  |                 |
| 838 | 11月19日 | 体操界の次世代を担う天才 堀川倫太郎（13）                             |                 |
| 839 | 11月26日 | 柔道とレスリングの2競技で日本一 リボウィッツ和青（15）                |                 |
| 840 | 12月03日 | 慶応義塾大学ラグビー部コーチ・三井大祐                                |                 |
| 841 | 12月10日 | LA五輪の新種目候補！「SASUKE」に挑む男たち                            |                 |
| 842 | 12月17日 | 未来のラグビー日本代表 報徳学園・石橋チューカ（18）                   |                 |
| 843 | 12月24日 | “令和の怪物”佐々木朗希（21）を独占取材                                |                 |

| 回  | 放送日   | 内容                                                                             | 備考                                                               |
| --- | -------- | -------------------------------------------------------------------------------- | ------------------------------------------------------------------ |
| 844 | 01月07日 | 日本一連覇へ 神村学園女子サッカー部                                              |                                                                    |
| 845 | 01月14日 | 元読売ジャイアンツ 鈴木優（25）                                                  |                                                                    |
| 846 | 01月21日 | 元東北楽天ゴールデンイーグルス 岩見雅紀（28）                                    |                                                                    |
| 847 | 01月28日 | 史上最年少プロ卓球選手 松島美空（9）                                             |                                                                    |
| 848 | 02月04日 | 史上最年少プロ卓球選手 松島美空（9）【後編】                                     |                                                                    |
| 849 | 02月11日 | レスリング五輪2連覇 金城梨紗子（28）                                             |                                                                    |
| 850 | 02月18日 | 30年ぶりの競技復帰 アーティスティックスイミング 小谷実可子（56）                 |                                                                    |
| 851 | 02月25日 | ソウル五輪 銅メダル 小谷実可子（56）＆アテネ五輪 銀メダル 藤丸真世（43）         |                                                                    |
| 852 | 03月04日 | WBC開幕直前 侍ジャパン・村上宗隆（23）×東山紀之                                  |                                                                    |
| 853 | 03月11日 | 「歌舞伎」×「ゲーム」 五代目 尾上菊之助（45）                                    |                                                                    |
| 854 | 03月18日 | WBC快進撃の立役者・大谷翔平（28）                                                |                                                                    |
| 855 | 03月25日 | WBC侍ジャパン 14年ぶり世界一奪還                                                 |                                                                    |
| 856 | 04月01日 | 侍ジャパン元エース 前田健太（34）                                                |                                                                    |
| 857 | 04月08日 | W杯 初出場初優勝 スノーボード・ビッグエア 深田茉莉（16）                         | [ 注 29 ]                                                          |
| 858 | 04月15日 | 卓球日本代表（12歳以下）・中野純大（11）                                         |                                                                    |
| 859 | 04月22日 | WBC侍ジャパン 吉田正尚（29） 2週連続SP【前編】                                   |                                                                    |
| 860 | 04月29日 | ボストン・レッドソックス 吉田正尚（29） 2週連続SP【後編】                        |                                                                    |
| 861 | 05月06日 | 巨人・松田宣浩（39）                                                             |                                                                    |
| 862 | 05月13日 | 移住者相次ぐ“奇跡の保育園”                                                       |                                                                    |
| 863 | 05月27日 | 日大三高 小倉全由監督（65）                                                      |                                                                    |
| 864 | 06月03日 | 天才相撲中学生 豊田倫之亮（14）                                                  |                                                                    |
| 865 | 06月10日 | 東京大学運動会応援部 唯一の女性部員・及川涼世（2年）                             |                                                                    |
| 866 | 06月17日 | 東京大学運動会応援部                                                             |                                                                    |
| 867 | 06月24日 | 東京大学運動会応援部                                                             |                                                                    |
| 868 | 07月01日 | 世界一奪還のWBC戦士たち 今、活躍が気になる侍ランキング                           |                                                                    |
| 869 | 07月08日 | BMXレーシング 古家詩音（16）                                                     |                                                                    |
| 870 | 07月22日 | 名門・龍谷大平安高校野球部                                                       |                                                                    |
| 871 | 07月29日 | レトロ銭湯の風雲児 湊三次郎（32）                                                |                                                                    |
| 872 | 08月05日 | 甲子園最多出場校・龍谷大平安野球部                                               |                                                                    |
| 873 | 08月12日 | やり投・北口榛花（25）＆中長距離・田中希実（23）                                 |                                                                    |
| 874 | 08月26日 | アーティスティックスイミング 小谷実可子（56）＆ 藤丸真世（44）                   |                                                                    |
| 875 | 09月02日 | 絶対女王・神戸弘陵女子野球部                                                     | この回の放送を最後にナレーター（セレブレーター）の東山紀之が降板。 |
| 876 | 09月09日 | 柔道100kg級 金メダリスト ウルフ アロン                                           |                                                                    |
| 877 | 09月16日 | 競泳日本代表 今井月（23）                                                        |                                                                    |
| 878 | 09月23日 | レスリング日本代表 藤波朱理（19）                                                |                                                                    |
| 879 | 10月07日 | パリ五輪の出場権獲得！ バスケットボール男子日本代表HC トム・ホーバス（56）       |                                                                    |
| 880 | 10月14日 | 人生が決まる運命の日「プロ野球ドラフト会議」                                     | [ 注 29 ]                                                          |
| 881 | 10月28日 | 元阪神タイガース 横田慎太郎の遺言                                                |                                                                    |
| 882 | 11月04日 | 7年連続 美の日本一 ビキニフィットネス 安井友梨（39）                             | [ 注 40 ]                                                          |
| 883 | 11月11日 | 強豪 メリノール学院中学女子バスケ部 人生を捧げる熱血監督 稲垣愛（49）            |                                                                    |
| 884 | 11月18日 | バレーボール男子日本代表 柳田将洋（31）                                          |                                                                    |
| 885 | 11月25日 | 横浜市消防学校                                                                   |                                                                    |
| 886 | 12月02日 | SASUKE 中島結太（15）＆長野塊王（14）                                            |                                                                    |
| 887 | 12月09日 | 京都工学院高校ラグビー部 キャプテン 兄たちから9年分の夢を託された 正木空馬（18） |                                                                    |
| 888 | 12月16日 | 年末特別企画 “WBC座談会”                                                         |                                                                    |
| 889 | 12月23日 | 年末特別企画 “WBC座談会”                                                         |                                                                    |

| 回     | 放送日   | 内容                                                                                         | 備考      |
| ------ | -------- | -------------------------------------------------------------------------------------------- | --------- |
| 890    | 01月06日 | 日本一奪還へ 神村学園女子サッカー部                                                          |           |
| 891    | 01月13日 | 世界が注目する逸材！ 女子高生プロレーサー 野田樹潤（17）                                     |           |
| 892    | 01月20日 | 世界が注目する逸材！ 女子高生プロレーサー・野田樹潤（17） 第2弾                              |           |
| 893    | 01月27日 | アームレスリング世界一 竹中絢音（24）                                                        |           |
| 894    | 02月03日 | 元西武ライオンズ 多和田真三郎（30）                                                          |           |
| 895    | 02月10日 | 巨人 期待のスラッガー 秋広優人（21）                                                         |           |
| 896    | 02月17日 | 日本一の強豪 福岡第一高校バスケットボール部                                                  |           |
| 897    | 02月24日 | サッカー元日本代表 髙原直泰（44）                                                            |           |
| 898    | 03月02日 | ヤクルト期待の若手遊撃手・長岡秀樹                                                           |           |
| 899    | 03月09日 | 中学女子バスケ監督・宮城佳代子（43）                                                         |           |
| 900    | 03月16日 | サンディエゴ・パドレス所属 ダルビッシュ有（37）                                              |           |
| 901    | 03月23日 | MLB開幕 ダルビッシュ有が大谷翔平と初対決                                                     |           |
| 902    | 03月30日 | 中日ドラゴンズへ「異例の移籍」                                                               |           |
| 903    | 04月07日 | レース界 期待の逸材！ プロレーサー野田樹潤（18）                                             |           |
| 904    | 04月14日 | 横浜市消防学校                                                                               | [ 注 41 ] |
| 905    | 04月21日 | プロ野球新球団 くふうハヤテベンチャーズ静岡                                                  |           |
| 906    | 04月28日 | 横浜DeNAドラフト1位 度会隆輝（21）                                                           |           |
| 907    | 05月05日 | 愛媛の生んだ“カリスマ漁師”藤本純一（41）                                                     |           |
| 908    | 05月12日 | 豊田倫之亮（15）                                                                             |           |
| 909    | 05月18日 | バドミントン元世界女王・奥原希望（29）                                                       |           |
| 910    | 05月26日 | サンディエゴ・パドレス ダルビッシュ有（37）                                                  |           |
| 911    | 06月02日 | パリ五輪出場を懸けた最後の戦い                                                               |           |
| 特別編 | 06月02日 | バレーボールネーションズリーグ福岡ラウンド開幕SP                                             | [ 注 42 ] |
| 912    | 06月09日 | 40歳のブレイキン女王                                                                         |           |
| 913    | 06月16日 | 体操界の天才兄弟 谷川航（27） 谷川翔（25）                                                   |           |
| 914    | 06月23日 | バース・デイ新企画「THE 名門」前編 元アスリートが強豪校を全力取材                            |           |
| 915    | 06月30日 | バース・デイ新企画「THE 名門」後編 元アスリートが強豪校を全力取材                            |           |
| 916    | 07月07日 | 独占密着 フィギュアスケート 浅田真央（33）第1弾                                              |           |
| 917    | 07月14日 | 独占密着 フィギュアスケート 浅田真央（33）完結編                                             |           |
| 918    | 07月21日 | 大谷翔平（30） 激動のMLB前半戦 全429打席                                                     |           |
| 919    | 08月11日 | “令和の高校野球”中央学院高校野球部                                                           |           |
| 920    | 08月18日 | 甲子園春夏連覇に挑む健大高崎高校 日本一熾烈なメンバー争い                                    |           |
| 921    | 08月25日 | 甲子園春夏連覇に挑む健大高崎高校 知られざる夏の物語                                          |           |
| 922    | 09月01日 | 伝統競技「全道人間流送競技大会」の 決勝戦に人生をかける“決勝ビト”                            |           |
| 923    | 09月08日 | 賛否を巻き起こすFC町田ゼルビアのサッカー それでも勝利を追求し続ける黒田剛の信念              |           |
| 924    | 09月15日 | 注目のバレエダンサー 飯島望未（33）                                                          |           |
| 925    | 09月22日 | “天才ゴルフ少女”須藤弥勒（13）                                                               |           |
| 926    | 09月29日 | パラリンピック男子車いすテニス 史上最年少金メダリスト                                        |           |
| 927    | 10月06日 | 美の日本一を目指す女子高生 ビキニフィットネス 小池星蓮（18）                                 |           |
| 928    | 10月13日 | 新企画 角田夏実と“7人のウラビトたち”                                                         |           |
| 929    | 10月20日 | 運命を分かつ1日 「プロ野球ドラフト会議」                                                     |           |
| 930    | 10月27日 | 現役引退 ヤクルトスワローズ・青木宣親                                                        | [ 注 43 ] |
| 931    | 11月03日 | プロ野球ドラフト指名への新たな道 NPB2軍の新球団「くふうハヤテ」                              |           |
| 932    | 11月10日 | 世界野球プレミア12直前 SP座談会                                                              |           |
| 933    | 11月17日 | 久保凛（16）＆白谷柱誠ジャック（15）                                                         | [ 注 44 ] |
| 934    | 11月24日 | 新企画「X歳の時、何してた？」                                                                | [ 注 44 ] |
| 935    | 12月01日 | 日本屈指の総合格闘家 朝倉海                                                                  |           |
| 936    | 12月08日 | 女子大生プロレーサー 野田樹潤（18）                                                          |           |
| 937    | 12月15日 | アスリートが強豪校を全力取材「THE 名門」                                                     |           |
| 938    | 12月22日 | SASUKEに人生を懸ける男たち 人気グループ BUDDiiS 大槻拓也（21） スーパー高校生 中島結太（16） |           |

| 回  | 放送日   | 内容 | 備考 |
| --- | -------- | --- | ---- |
| 939 | 01月12日 | 藤枝順心高校サッカー部                                                                                  |      |
| 940 | 01月19日 | パリ五輪金メダリスト北口榛花（26）                                                                      |      |
| 941 | 01月26日 | アスリートが名門校を全力取材「THE名門」                                                                 |      |
| 942 | 02月02日 | アスリートが名門校を全力取材「THE名門」大会編                                                           |      |
| 943 | 02月09日 | 和歌山南陵高校バスケットボール部                                                                        |      |
| 944 | 02月16日 | 日本人で初めて9秒台に到達したスプリンター 桐生祥秀（29）                                                |      |
| 945 | 02月23日 | 名門・海洋高校相撲部に初の女子部員 入江夏希（18）                                                       |      |
| 946 | 03月02日 | オールドルーキー 菅野智之                                                                               |      |
| 947 | 03月09日 | 男子100mの日本記録保持者 山縣亮太                                                                       |      |
| 948 | 03月16日 | K-1元3階級王者 武尊                                                                                     |      |
| 949 | 03月23日 | MLB 94年世代の3人                                                                                       |      |
| 950 | 03月30日 | 再起をかける“エース”田中将大                                                                            |      |
| 951 | 04月05日 | 離島から悲願の甲子園へ 長崎県立壱岐高校                                                                 |      |
| 952 | 04月19日 | 東京大学硬式野球部                                                                                      |      |
| 953 | 04月26日 | ドバイ ベースボール・ユナイテッド                                                                       |      |
| 954 | 05月03日 | ドバイ ベースボール・ユナイテッド                                                                       |      |
| 955 | 05月10日 | 女子大生レーサー 野田樹潤（19） 第5弾                                                                   |      |
| 956 | 05月17日 | 110mハードル・村竹ラシッド                                                                              |      |
| 957 | 05月24日 | 森井翔太郎（18）前例のない挑戦                                                                          |      |
| 958 | 05月31日 | バレーボール女子日本代表 石川真佑（25）                                                                 |      |
| 959 | 06月07日 | 読売ジャイアンツ終身名誉監督・長嶋茂雄                                                                  |      |
| 960 | 06月14日 | ドバイ・ベースボールユナイテッド                                                                        |      |
| 961 | 06月21日 | 娘への思いを胸に集大成の東京世界陸上を目指す                                                            |      |
| 962 | 06月28日 | 高野山高校バスケットボール部                                                                            |      |
| 963 | 07月05日 | 番組と「ベースボール・ユナイテッド」がタッグを組み ドバイでプロ野球選手になるためのトライアウトを開催。 |      |
| 964 | 07月12日 | 甲子園春夏連覇へ 横浜高校野球部                                                                         |      |
| 965 | 07月19日 | 独占密着 バレーボール男子日本代表                                                                       |      |
| 966 | 07月26日 | 日本中長距離界のエース 田中希実（25）                                                                   |      |
| 967 | 08月02日 | 甲子園春夏連覇へ 横浜高校野球部                                                                         |      |
| 968 | 08月09日 | 女子800m 久保凛（17）＆男子100m 清水空跳（16）                                                          |      |
| 969 | 08月16日 | 9月13日開幕！東京2025世界陸上 注目の超人BIG7＆あの選手が選ぶ世界陸上の名場面もご紹介！                  |      |
| 970 | 08月23日 | ドバイプロ野球トライアウト「PLAN D」 夢を懸けた熾烈な戦い…第1ステージ開幕！                             |      |

## スタッフ（2022年12月10日以降）
- 総合構成：古井知克
- 構成：山形遼介、小濱知彦
- TM：八木真
- 美術プロデューサー：小美野淳一
- CG：The King Maker
- スタイリスト：平尾俊
- 編集：板垣真也、鈴木有、山形宗嗣
- 音効：江口尚人
- MA：右田安昌、柳内奈穂美
- 宣伝：小山陽介
- 技術協力：TBS ACT（2021年4月3日-、旧東通、ティエルシー）、東京オフラインセンター
- 制作協力：TBS SPARKLE（2019年1月5日 - ）
- 編成：広瀬泰斗
- DX：保坂龍之助
- 配信：榎本卓
- 監修：大久保徳宏（以前は統括→プロデューサー）
- デスク：竹林桂子
- AP：須藤茜
- AD：登坂勇生、青木美緒、樫村叡人【週替り】
- 取材協力：清水宏幸（フォルコム）、岩崎ゆかり（オフィス神天）【週替り】
- ディレクター：大浦和敏、熊井靖仁、溝端清悟、園田健人、林将也、野村健、児山昌平、大塚英二、尾崎啓一郎、石川亮介、薮原涼介、牛崎春香、宮嵜仁美、大野慎介、大野卓也、金子栄樹、大里晃平【週替り】
- 協力プロデューサー：村口太郎【不定期】
- 演出：工藤渉、前田啓二郎、山田邦風、川上浩史、根本教彦、大塚英二、井川康弘【週替り】
- 総合演出：佐藤賢二（以前は演出）
- プロデューサー：高橋秀光（以前は編成）、井川康弘、飯田晃嘉（飯田→以前は総合演出►統括担当）
- 制作：TBSテレビスポーツ局コンテンツプロデュース部
- 製作著作：TBS

### 過去のスタッフ
- 企画：菊野浩樹（以前はチーフプロデューサー担当）
- 構成：尾首大樹
- TM：金澤健一、小澤義春、森亨宏、榎芳栄
- CAM：谷口敦俊、所真沙樹、望月浩二郎、根来正樹
- VE：磯山正人、高木大介、中島知文
- 照明：富井秦良、中田学、今田貴也【週替り】
- 編集：安達憲一、金有那、大北恵美【週替り】
- MA：久保田隆
- 音効：十川公男（以前は選曲）
- 美術制作：岡嶋正浩、与田滋
- 協力：IVYHALL
- 編成：渡辺信也、佐々木威憲、白石徹太郎
- 配信：宮本清彦
- デスク：大島史子、杉川詠美
- 制作進行：宮本清彦
- リサーチ：木村タカヒロ、Ring、牧昭吾、森下剛士
- AD：田丸大輔、山田修平、宮城貴志、安藤木乃美、杉山翼、三國陽平、和田さちよ、山本浩孝、森山晃暉、栗山結佳、細川雄大、佐藤興達、鈴木貴章（鈴木→毎週）、笠井優一、山下紘奈、青木美緒、榎本卓、酒井星、國井想哉、山口周作、鈴木美勇士、前田悠気【週替り】
- 統括：斉藤裕之
- AP：川島道子、清水由花、佐藤江美（佐藤→2019年1月5日まで）、松形侑香（2019年1月12日 - 2020年9月、以前はAD）、中嶋伊織
- アソシエイトプロデューサー：岡田浩一
- 取材ディレクター：斉藤雅美、田中一王、津川晋一
- ディレクター：西川彰史、堀江悟、上野山茂雄、土屋翔、竹田宗嗣、田崎真洋、佐藤美紀
- 総合演出：小杉康夫
- 協力プロデューサー：榎本陽、竹内敦史（竹内→以前は編成）、板倉孝一、麻生邦浩、高嶋基、北村公一郎【週替り】
- プロデューサー：高橋務、畠山渉、後藤隆二、藤野信樹
- 制作：海本泰、樽秀人（樽→以前はプロデューサー担当）
- 制作プロデューサー：吉崎隆、高徳文人、本多由幸、鈴木栄蔵（以前はプロデューサー）
- 制作協力：ドリマックス・テレビジョン

## 番組挿入曲
『The champions』
eRa（en:Era (musical project)）のアルバム、『The Mass』(en:The Mass (album))の10曲目に収録。エンディング“バース・デイの瞬間”において苦闘の末の勝利、歓喜の瞬間、新たな旅立ち時にBGMとして流れる。
『Voxifera』
eRaのアルバム、『The Mass』の9曲目に収録。クライマックスに向け過酷な運命に立ち向かう際に流れる曲、Qカットで流れる。
『Fortitudo』
レシエム（en:Lesiëm）のアルバム、『Auracle』(U.S.版アルバムのタイトル)の12曲目に収録。
『Kid A』
レディオヘッド(en:Radiohead)のアルバム、『Kid A』（en:Kid A）の2曲目に収録。
『musica』
澤野弘之のアルバム、『musica』の3曲目に収録。セレブレーターの東山紀之（語り）が登場する際に流れるオープニングテーマ。